# Stadler KISS
Die Stadler KISS (Eigenschreibweise für „komfortabler innovativer spurtstarker S-Bahn-Zug“) sind elektrische Doppelstocktriebzüge des Schweizer Herstellers Stadler Rail. Die Züge sind als zwei- bis achtteilige Zugeinheiten (bisher nur als drei-, vier-, sechs und siebenteilige Version gebaut) für Normal- und Breitspur verfügbar. Vom Hersteller werden die Züge als KISS 160 (mit 160 km/h Höchstgeschwindigkeit) für den Regionalverkehr und als KISS 200 für den Fernverkehr (mit 200 km/h Höchstgeschwindigkeit) angeboten.
Die Züge wurden von 2008 bis 2010 unter dem Namen „Stadler Dosto“ entwickelt; seit 2011 konnten 630 Kiss in 48 Länder verkauft werden (Stand: Juli 2024).

## Technische Beschreibung

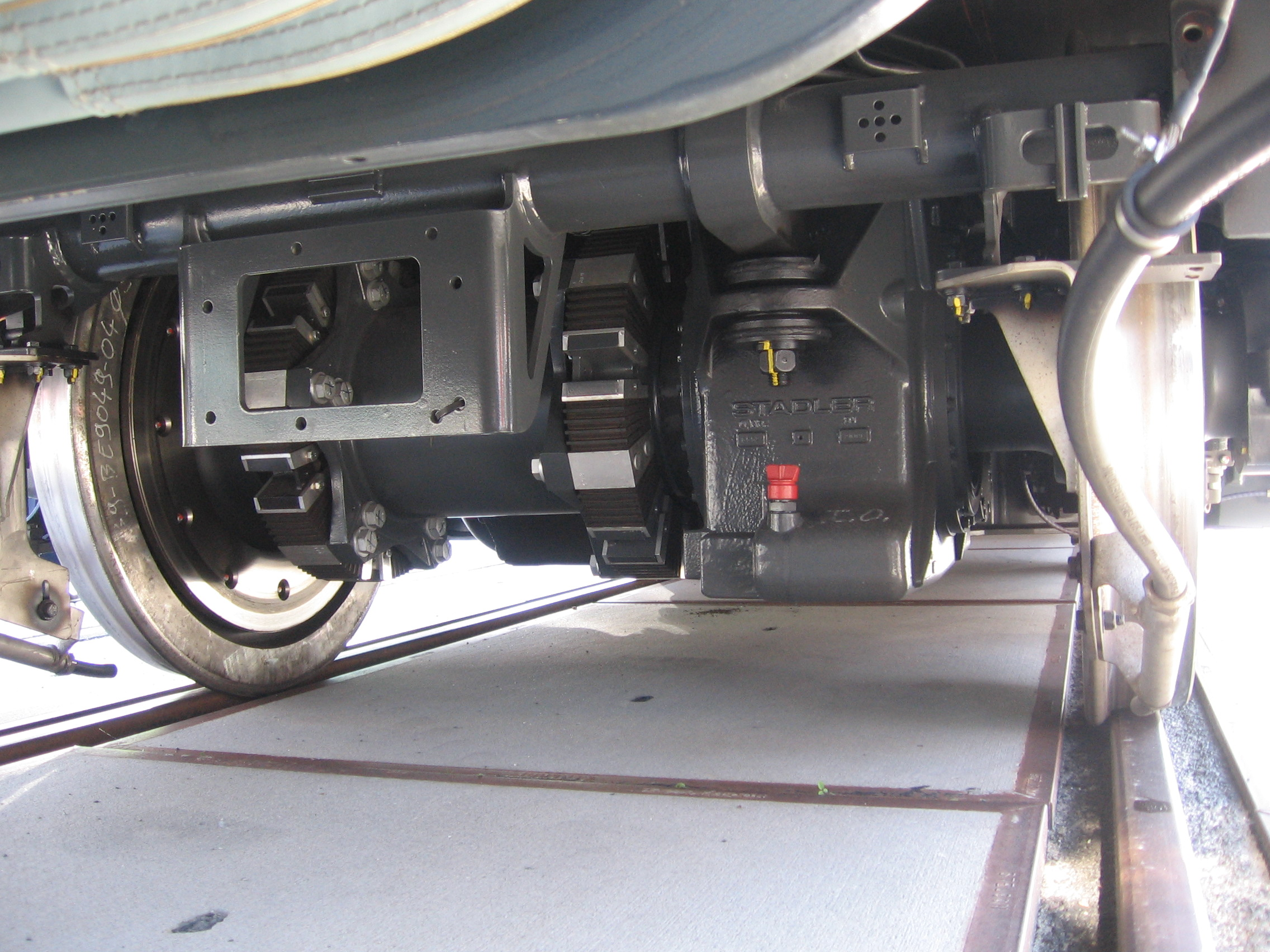
Triebdrehgestell mit Hohlwellenantrieb eines RABe 511 der SBB

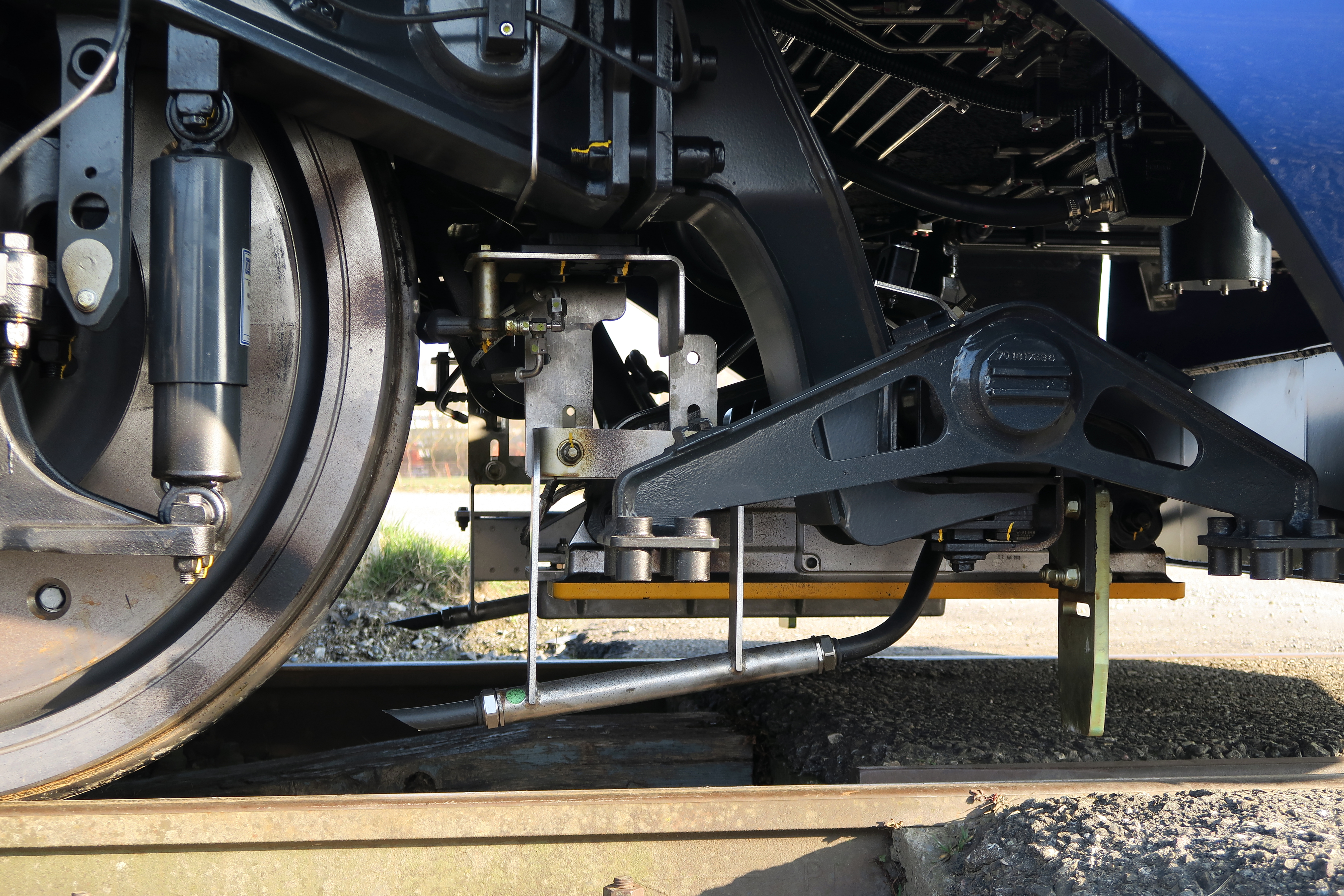
Sandstreueinrichtung an einem RABe 511 der SBB

Bei der Konzeption des Doppelstöckers setzte sich Stadler zum Ziel, einen Triebzug mit einer höheren Leistung als eine Lokomotive zu entwickeln. Ein Merkmal der von Stadler entwickelten Fahrzeuge ist die Anwendung einheitlicher Baugruppen über die einzelnen Produktfamilien. Die Antriebe stammen von den GTW und Flirt, wobei die Leistung auf 750 kW gesteigert wurde. Die Triebdrehgestelle wurden von den Flirt übernommen, die Antriebsausrüstung ist wie bei den Flirt über den Triebdrehgestellen angeordnet. Die Sekundärfederung erfolgt durch zwei Luftfedern. Die Laufdrehgestelle sind mit den Triebdrehgestellen weitgehend baugleich, aber leichter aufgebaut.
Sind Doppelstockzüge nicht leicht gebaut, wird die zulässige Achslast schnell überschritten. Deshalb sind die geschweißten Wagenkästen vollständig aus Aluminium-Strangpressprofilen gefertigt.
Die Masse eines Rohbauwagenkastens beträgt bei einer Leermasse des Dosto-Triebwagens von 66 Tonnen nur 10 Tonnen.
Die Wagenkästen der in Deutschland eingesetzten Züge mussten im Dachbereich seitlich eingezogen werden, weil die DB Netz die für die Bombardier-Doppelstockwagen gewährte Ausnahmeregelung nicht mehr länger aufrechterhalten wollte. Die Version ODEG weist wegen verschärfter Crash-Vorschriften erstmals eine geänderte Stirnfront auf.
Um bei der in der Schweiz üblichen Bahnsteighöhe von 550 Millimeter einen stufenlosen Einstieg zu ermöglichen, wurden die Türen neben den Drehgestellen im Unterdeck angeordnet.
Die Fahrzeuge können auch für Bahnsteighöhen von 760 mm optimiert werden.
Unter der Zwischendecke der Kiss befindet sich auf beiden Seiten in der Seitenwand je ein Kabelkanal. In einem Kanal befindet sich die Heizleitung 3 × 400 Volt, auf der anderen Seite eine Hochspannungsleitung, die die beiden Endtriebwagen miteinander verbindet. Damit kann eine Triebzugeinheit mit nur einem angelegten Stromabnehmer verkehren. Um Platz zu sparen, sind in den Seitenwänden und Fußböden Flächenheizungen eingebaut. Die antriebslose Version mit einem Steuerwagen und mehreren Mittelwagen für den Einsatz in lokomotivbespannten Wendezügen wurde bis Stand 2020 von keinem Kunden bestellt.
Bombardier Hennigsdorf als Inhaberin des Schweizer Teils eines Europäischen Patents „Schienenfahrzeug mit einer Antriebsausrüstung“ klagte 2012 gegen Stadler Rail. Stadler forderte ein Mitbenutzungsrecht an der Erfindung, weil diese bereits vor der Hinterlegung des Bombardier-Patents gebraucht wurde. Das Bundespatentgericht wies die Klage am 10. Juni 2016 ab. Gegen das Urteil hat Bombardier Beschwerde beim Bundesgericht in Lausanne erhoben. Dessen Erste zivilrechtliche Abteilung hat die Beschwerde am 28. November 2016 abgewiesen. Um das Patent nicht zu verletzen, hat Stadler bei der zweiten Serie der Kiss-Züge für die Westbahn eine vermutlich technisch nutzlose Änderung vorgenommen. Wahrscheinlich speisen der Transformator und der Stromrichter nicht das darunterliegende, sondern das andere Drehgestell.

## Schweizerische Bundesbahnen

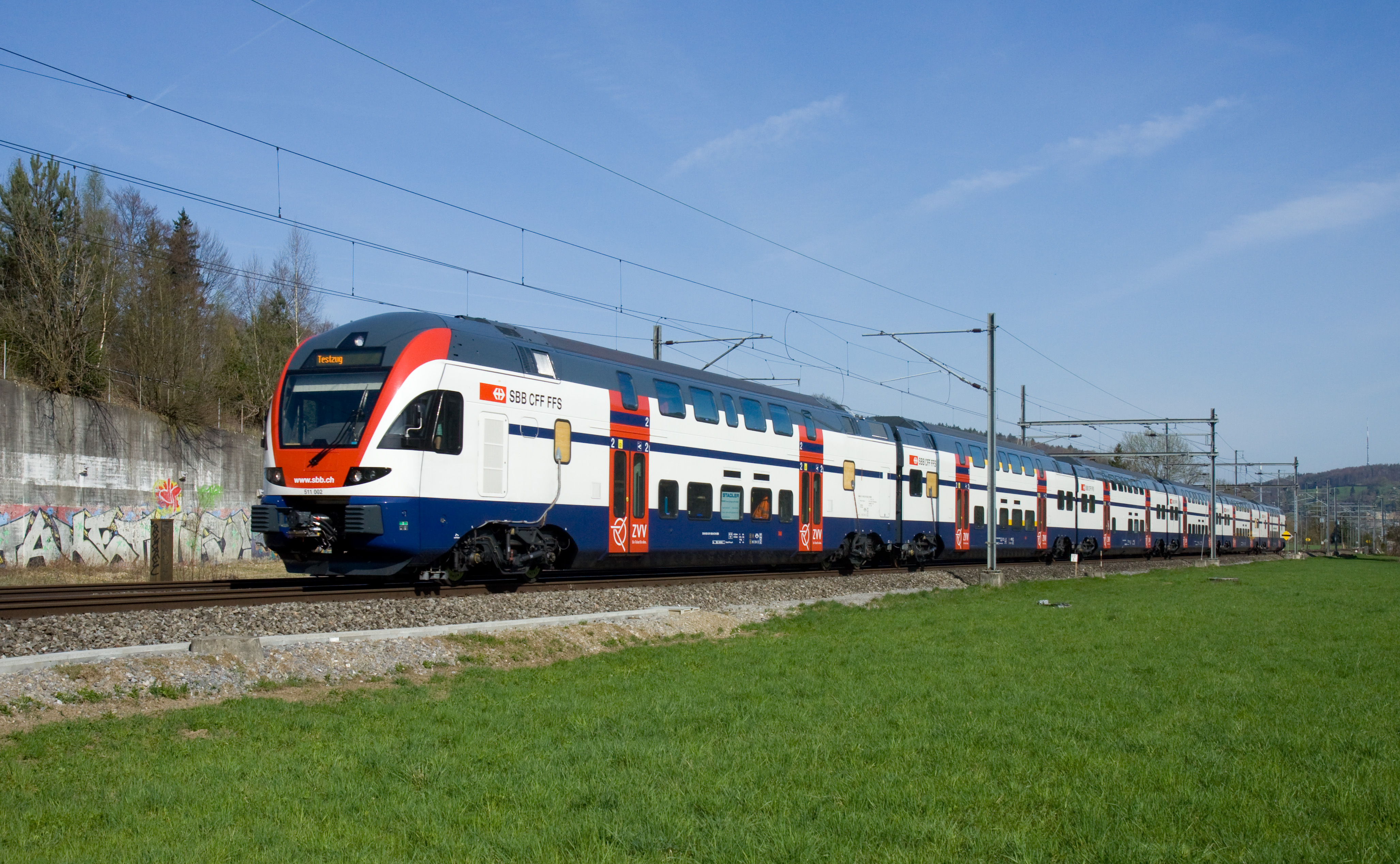
RABe 511 der SBB

Weil Stadler bei den 2002 ausgeschriebenen Doppelstockzügen der zweiten Generation für die S-Bahn Zürich die kurzen Lieferfristen nicht einhalten konnte, ging der Auftrag an Siemens. Trotzdem setzte Stadler die Entwicklung des Doppelstockzuges fort. Diese Vorinvestitionen machten sich bezahlt, denn am 31. August 2008 bestellten die SBB 50 Doppelstocktriebzüge bei Stadler für die S-Bahn Zürich. Diese Bestellung bildete die Grundlage für die Produktfamilie Kiss.
Die RABe 511 werden von den SBB als „Regio-Dosto“ bezeichnet und bilden die dritte Fahrzeuggeneration von Doppelstockzügen der S-Bahn Zürich. Am 15. April 2010, noch vor der Ablieferung des ersten Zugs, lösten die SBB eine Option für weitere 24 Triebzüge desselben Typs ein. Während es sich bei der ursprünglichen Bestellung um sechsteilige Triebzüge handelte, wurden bei der Nachbestellung vierteilige Einheiten geordert. Nachdem die Auslieferung der ersten Einheit im März 2011 erfolgt war, wurde die erste Fahrgastfahrt am 5. September 2011 absolviert.
Während der Auslieferung der SBB-Doppelstockzüge entwickelte Stadler eine Fahrkomfortoptimierung für die Trieb- und Laufdrehgestelle. In der Sekundärstufe wurde die Steifigkeit des Luftfedersystems reduziert und modifizierte Längslenkerlager, Stabililsatorrückenlager und Querfederrollen eingesetzt. Grund dieser Maßnahmen ist die Tatsache, dass im Schweizer Eisenbahnnetz Radien von weniger als 250 Meter vorkommen. Die zu Beginn nicht entsprechend ausgerüsteten Laufwerke wurden umgerüstet, da die Gummi-Metall-Teile aufgrund der Alterung ohnehin ersetzt werden mussten. Die hydraulischen Achslenkerlager weisen eine weiche Grundsteifigkeit für Bogenfahrten auf.
Im Juni 2015 gaben die SBB bekannt, weitere 19 sechsteilige Züge für die vierte Teilergänzung des Netzes der S-Bahn Zürich zu beschaffen. Der erste Zug wurde im Januar 2016 an die SBB übergeben.
Seit 2012 werden KISS-Züge auch im Regionalverkehr eingesetzt. Bereits vorhandene RABe 511, welche künftig im Fernverkehr eingesetzt werden, werden seit 2020 bis 2024 für rund 20 Millionen Franken von Regio-Dosto (RVD) zu Interregio-Dosto (IRD) aufgewertet. Eine weitere Bestellung von 60 neu gestalteten Interregio-Dosto (RABe 512) erfolgte im April 2021; sie ergänzt die vorhandenen 93 IR/RE-Dosto-Fahrzeuge. Die SBB will die ersten der neuen Züge ab Fahrplanwechsel im Dezember 2023 einsetzen. Seit Juli 2023 sind die ersten Züge im gelenkten Einsatz, zunächst auf dem RE Zürich HB – Schaffhausen, danach folgten auch Leistungen auf dem IR36 Basel – Brugg – Zürich HB.

## Westbahn/DB Fernverkehr/ÖBB

### Westbahn (erste und zweite Serie)

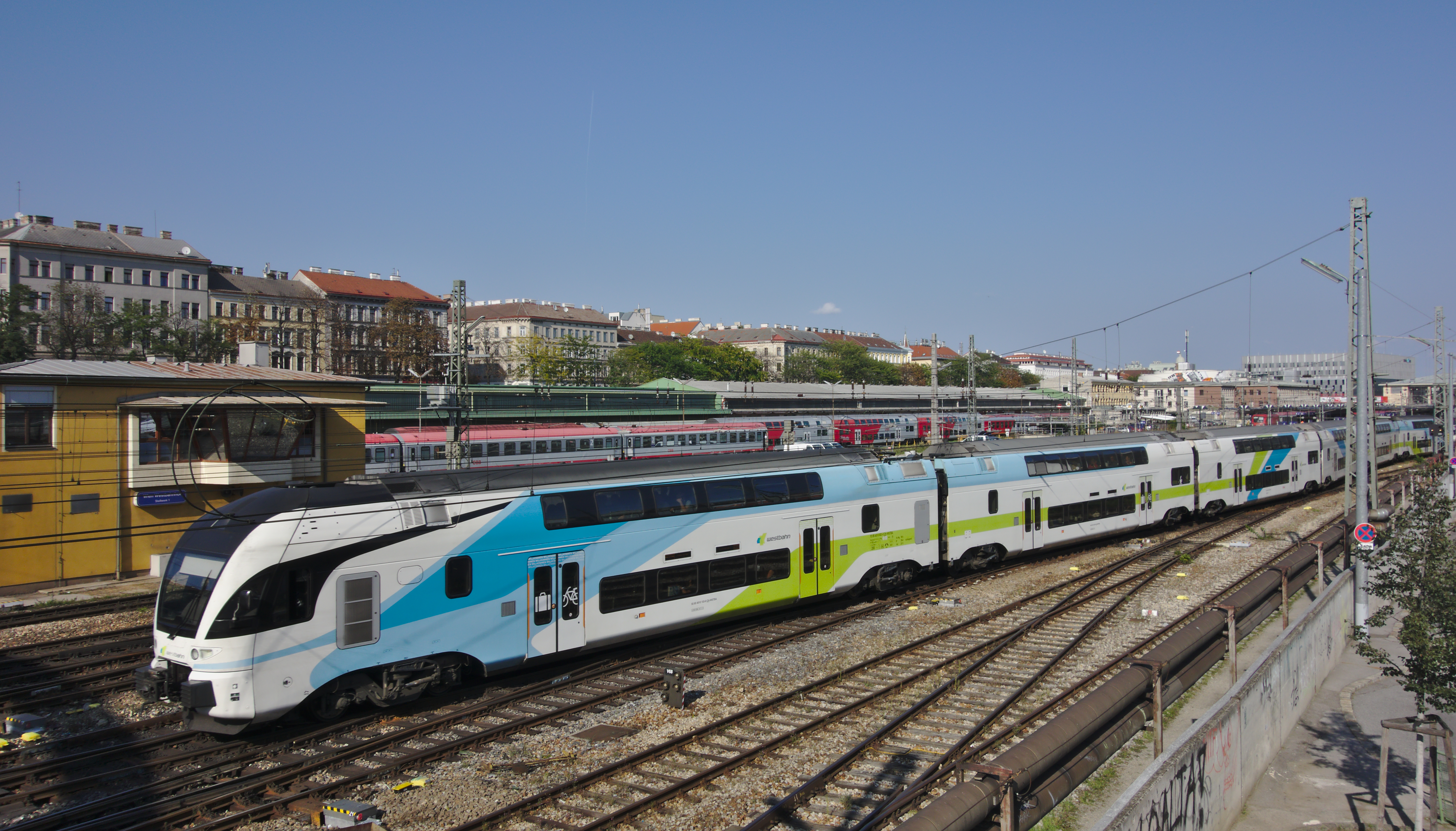
Kiss 1: 4010 der Westbahn

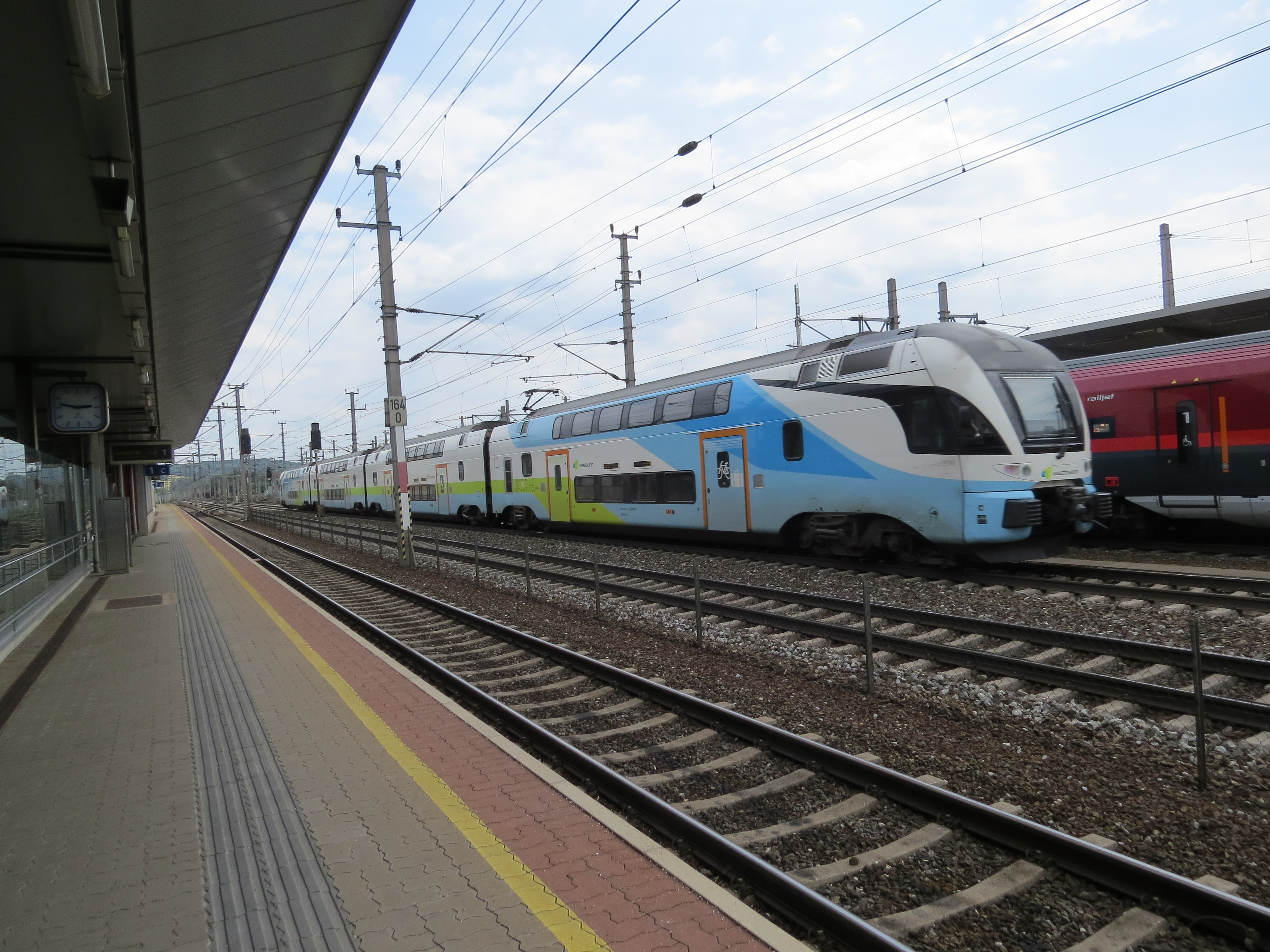
Kiss 2: 4110 der Westbahn

Die österreichische Westbahn nahm am 11. Dezember 2011 sieben Einheiten einer Fernverkehrsvariante (adaptiert für 200 km/h, größerer Sitzabstand) in Betrieb. Die sechsteiligen Züge haben eine Kapazität von 501 Sitzplätzen, die Höchstgeschwindigkeit beträgt 200 km/h. Da sich bei Zugbegegnungen mehrfach Türen aus der Verankerung gelockert hatten, wurde die Höchstgeschwindigkeit anfangs auf 160 km/h reduziert. Die Türen wurden danach überarbeitet und der höheren Geschwindigkeit angepasst. Die vier Mittelwagen sind mit je einem Cafébereich über einem Drehgestell ausgestattet, über dem anderen Drehgestell liegen je zwei Toiletten (m/w getrennt). Der Wagen 400 bietet eine große Universaltoilette für Personen mit eingeschränkter Mobilität. In den Endwagen finden sich Sitzgruppen mit großen Tischen.
Im Jahr 2015 wurden zusätzlich ein sechsteiliger und neun vierteilige Kiss-2-Triebzüge bestellt, die 2017 in Betrieb gingen und mit den bestehenden Fahrzeugen kuppelbar sind.
Äußerlich fallen die kleineren Frontscheiben auf. Das Auswechseln erforderte zuvor 16 Stunden, ist nun aber bei den Kiss-2-Zügen in etwa zwei Stunden zu schaffen. Die einflügeligen Außentüren verbessern die Druckdichtheit. Ein zusätzlicher Druckbehälter macht die Drehgestelle weicher, zusätzliche Schlingerdämpfer sorgen für eine bessere Laufruhe. Nach der Lieferung der neuen Garnituren wurden die sieben Triebzüge der ersten Generation angepasst. Dazu gehörten der Einbau der kleineren Frontscheibe und die Erneuerung der Sitzbezüge und Teppiche.
Am 23. August 2017 kollidierte ein neuer Kiss-Triebzug der Westbahn im Verschiebebahnhof Linz Ost mit einem Erzzug von CargoServ. Der Westbahn-Zug hätte nach einem Probeeinsatz als Leerfahrt an einem Fahrverbot zeigenden Schutzsignal die Vorbeifahrt des Güterzugs abwarten sollen. Der Triebfahrzeugführer der Westbahn wurde schwer verletzt, zwei Personen im Triebzug erlitten leichte Verletzungen. Der Sachschaden belief sich auf einen zweistelligen Millionenbetrag.

### DB Fernverkehr

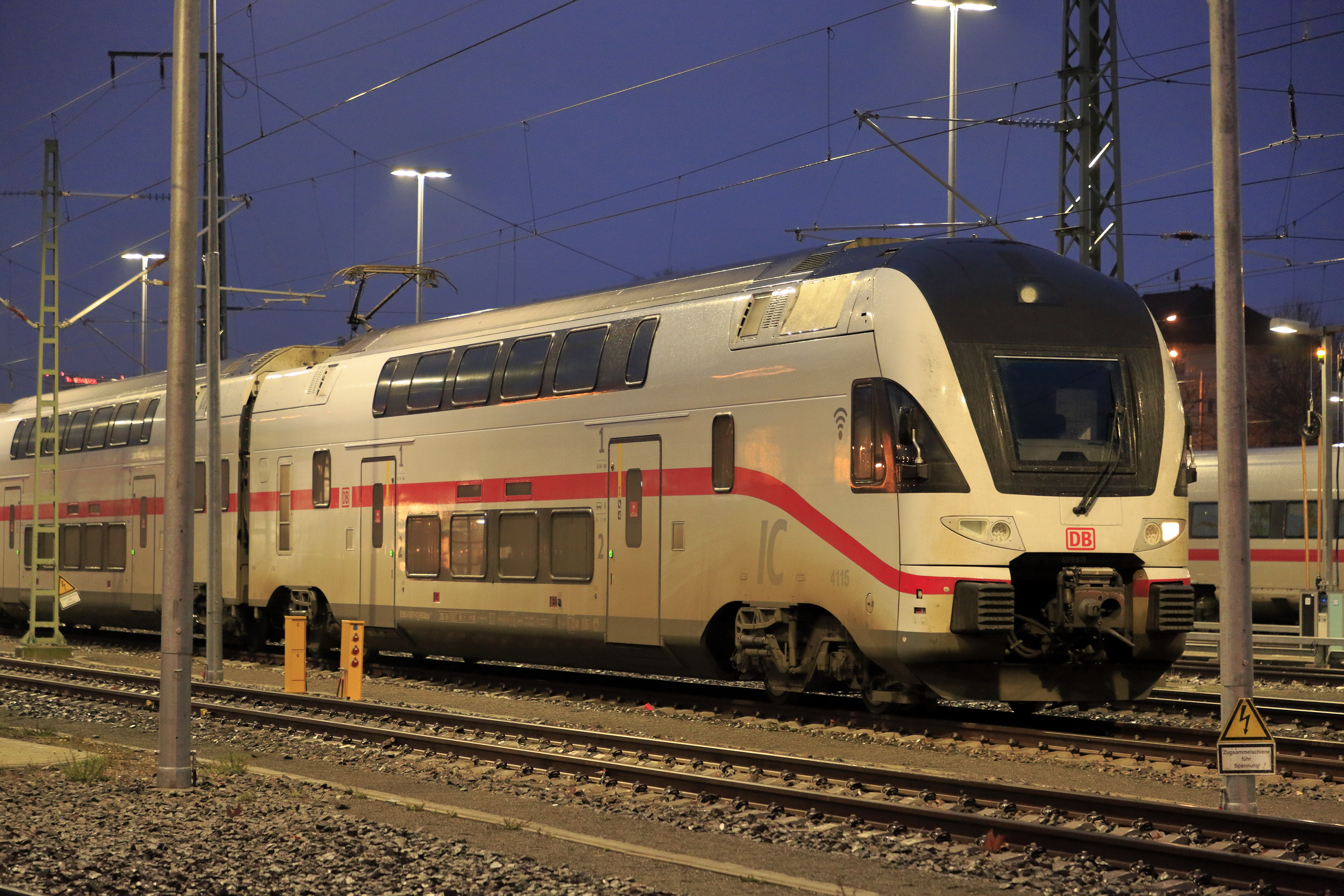
4110 615 (Leipzig Hbf, Hallesche Gruppe)

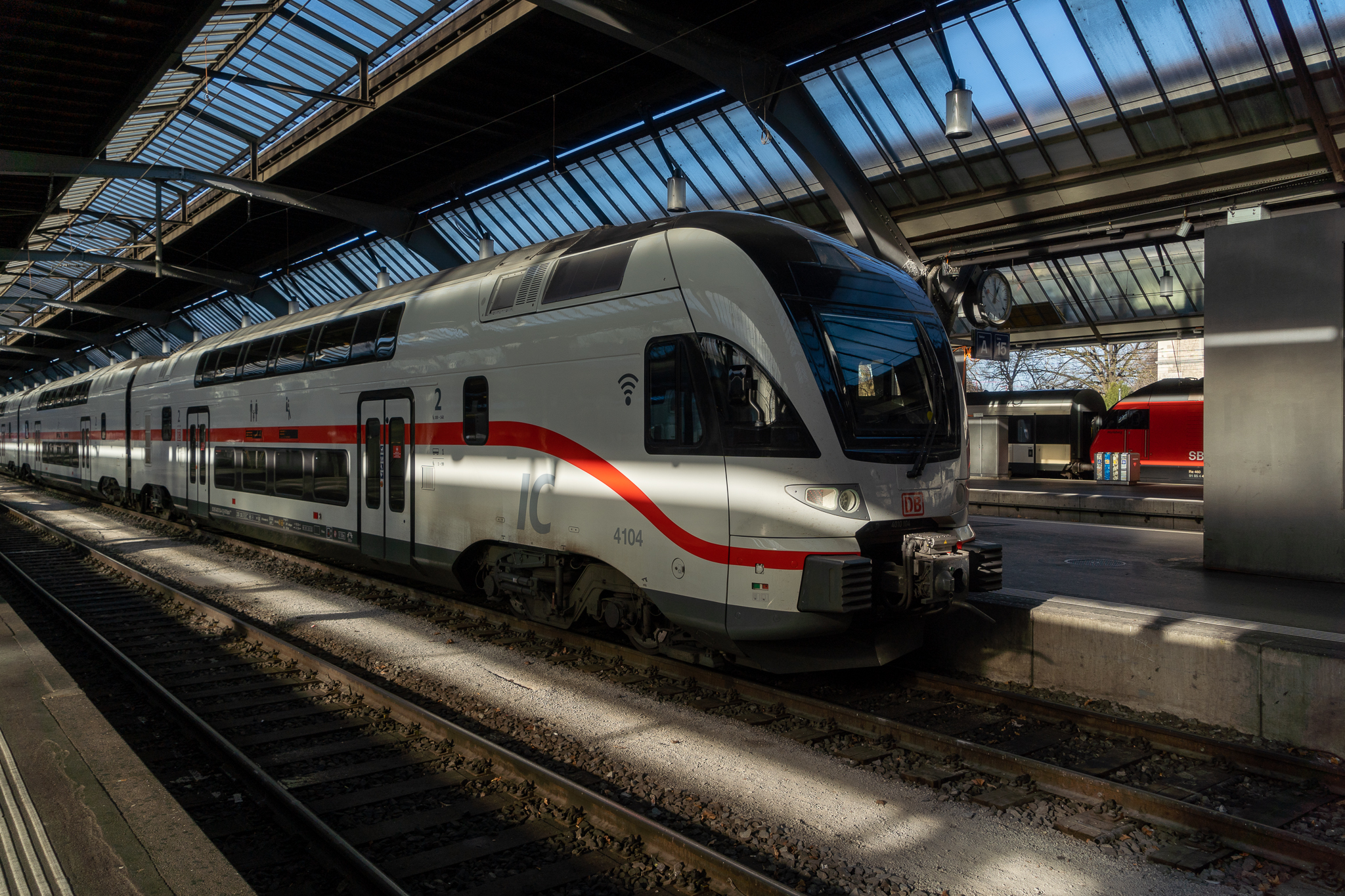
DB-Einheit der Reihe 4010 im Intercity-Einsatz in Zürich HB

Im Juli 2019 wurde bekannt, dass die österreichische Westbahn ihre 17 Züge in zwei Tranchen an die DB Fernverkehr verkauft, um sie durch 15 Neuanschaffungen der dritten Serie zu ersetzen. Ein weiterer Kaufinteressent waren die Österreichische Bundesbahnen (ÖBB), deren Offerte aber preislich deutlich unter der DB lag. Mitte Oktober 2019 gab DB Fernverkehr im Europäischen Amtsblatt bekannt, dass Stadler beauftragt wird, die 17 Triebzüge bis März 2022 umzubauen; sie sollten für den Betrieb in Deutschland, Österreich und der Schweiz zugelassen werden. Am 5. Februar 2020 wurde der erste Triebzug im DB-Design in Berlin Hauptbahnhof präsentiert. Die Höchstgeschwindigkeit in Deutschland blieb zunächst auf 160 km/h beschränkt.
Die erste Tranche umfasste die neun neueren, vierteiligen Kiss-2-Einheiten der Baureihe 4110 aus dem Jahr 2017. Seit Frühjahr 2020 sind sie auf der Intercity-Linie Dresden – Berlin – Rostock im Einsatz. Sie verfügten zunächst über 271 Sitzplätze der zweiten sowie 31 der ersten Klasse. Die Sitzplatzzahl wurde durch den Einbau von Ablagen für Großgepäck ab Mai 2020 nochmals reduziert. Stadler wurde beauftragt, die Vierteiler mit zwei Zwischenwagen zu verlängern; das Vorhaben wurde im weiteren Verlauf allerdings aus Kostengründen sowie einer potenziell notwendigen Neuzulassung verworfen. Die Züge behalten bei der DB ihre Fahrzeugnummern; die vierteiligen Züge werden nach wie vor als Reihe 4110, die Sechsteiler als 4010 geführt. Wie bei der Westbahn (CH-WESTBA) sind die Züge auch nach dem Halterwechsel in der Schweiz immatrikuliert (CH-DB). Die acht sechsteiligen Einheiten wurden von der DB im ersten Quartal 2022 übernommen und mit deren Umrüstung begonnen. Seit Dezember 2022 werden die Züge auf der Strecke Stuttgart–Zürich eingesetzt. Im Januar 2022 erteilte die Europäische Eisenbahnagentur eine Wiederzulassung für den Betrieb mit 200 km/h in Deutschland und Österreich. Die Triebzüge wurden mit Baseline-3-ETCS ausgerüstet. Die Unterhaltungsarbeiten der Triebzüge erfolgt wie bislang bei ÖBB Stadler Services in Wien Westbahnhof. Die dafür notwendigen Überstellfahrten sind in regulären Umläufen berücksichtigt: Sechsmal wöchentlich verkehrt in der Nacht ein Kiss auf der Intercity-Linie 17 von Rostock über Berlin, Leipzig und Nürnberg nach Wien.
Im Januar 2025 bot die Deutsche Bahn ihre 17 Einheiten zum Verkauf an. Im Mai gaben die Österreichischen Bundesbahnen bekannt, den Zuschlag für den Kauf erhalten zu haben. Die acht sechsteiligen Einheiten sollen ab Herbst 2025 bei den ÖBB zum Einsatz kommen, die neun vierteiligen Einheiten ein Jahr später.

### Westbahn (dritte Serie)

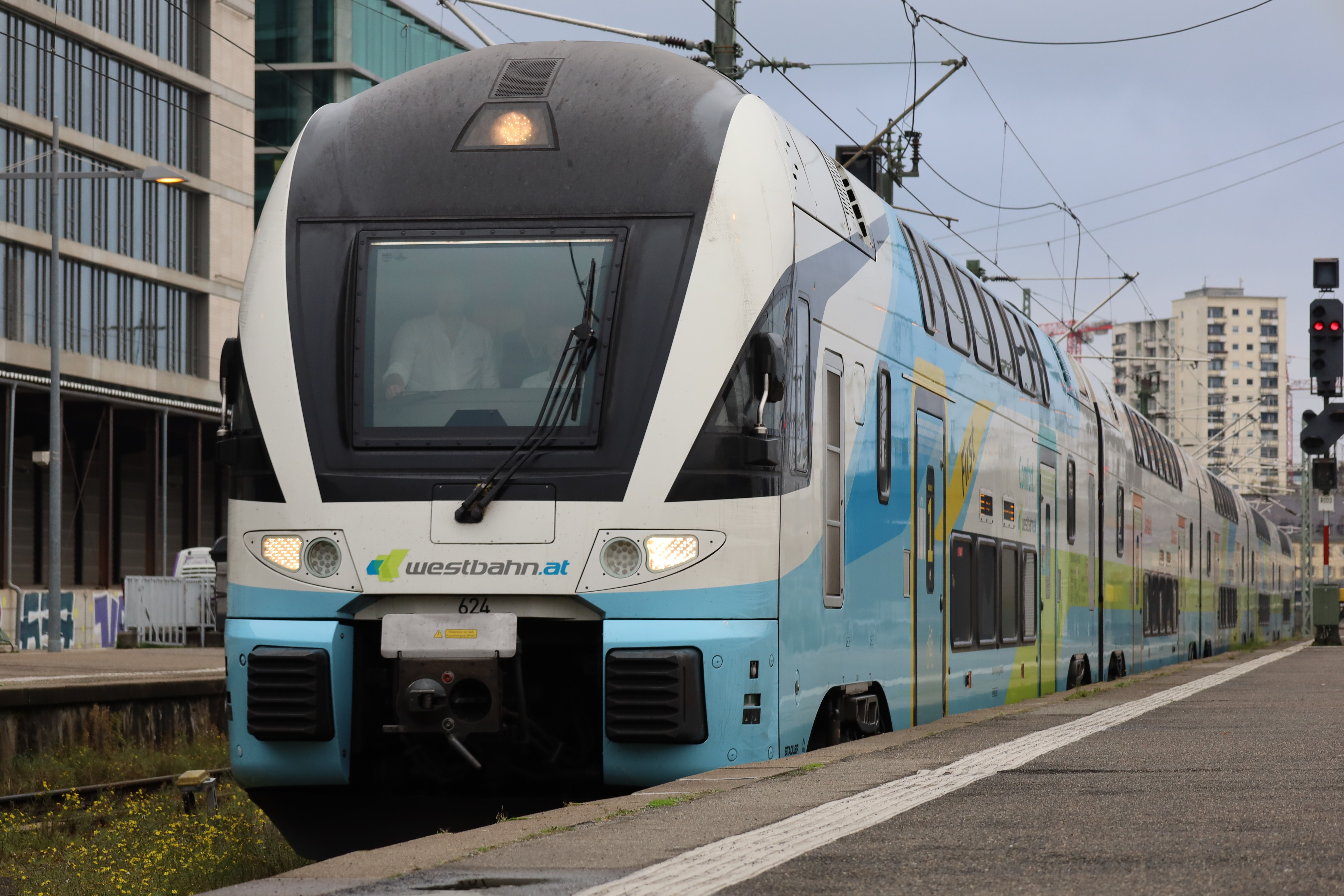
Kiss der dritten Serie der Westbahn in Stuttgart

Am 29. Oktober 2019 gaben Westbahn, Stadler und die Austrian Train Finance AG die Lieferung von 15 sechsteiligen Doppelstocktriebzügen für knapp 300 Millionen Euro bekannt. Die Finanzierungsgesellschaft gehört vollständig dem Stadler-Eigentümer Peter Spuhler. Die neuen Westbahn-Züge sind baugleich mit den Kiss 2, die 2017 in Betrieb genommen wurden. Sie weisen 526 Sitzplätze und vier kleine Selbstbedienungs-Cafés auf.
Der erste Zug wurde am 26. Februar 2021 übergeben. Im Spätsommer 2021 wurden die 15 Züge in Betrieb genommen; laut Betreiber sind sie „mit vielen Erneuerungen in den Bereichen Komfort, Technik und Sicherheit“ ausgestattet.

### Varia
Die Österreichische Post verewigte die Doppelstockzüge der Westbahn auf einer Briefmarke mit einem Nennwert von 1,80 Euro.

## BLS
| Außerdem wurden bisher zehn der Züge auf Städtenamen getauft: |                    |                            |
| 515 001                                                       | Stadt Bern         | Taufname BLS RABe 515 001  |
| 515 003                                                       | Düdingen           | Taufname BLS RABe 515 003  |
| 515 004                                                       | Ville de Neuchâtel | Taufname BLS RABe 515 004  |
| 515 006                                                       | Köniz              | Taufname BLS RABe 515 006  |
| 515 009                                                       | Muri bei Bern      | Taufname BLS RABe 515 009  |
| 515 012                                                       | Lyss               | Taufname BLS RABe 515 009  |
| 515 013                                                       | Freiburg/Fribourg  | Taufname BLS RABe 515 013  |
| 515 014                                                       | Interlaken         | Taufname BLS RABe 515 014  |
| 515 018                                                       | Stadt Langenthal   | Taufname BLS RABe 515 018  |
| 515 020                                                       | Schwarzenburg      | Taufname BLS RABe 515 020  |
| 515 035                                                       | Olten              | Taufname BLS RABe 515 035  |
| 515 036                                                       | Biel/Bienne        | Taufnamen BLS RABe 515 036 |

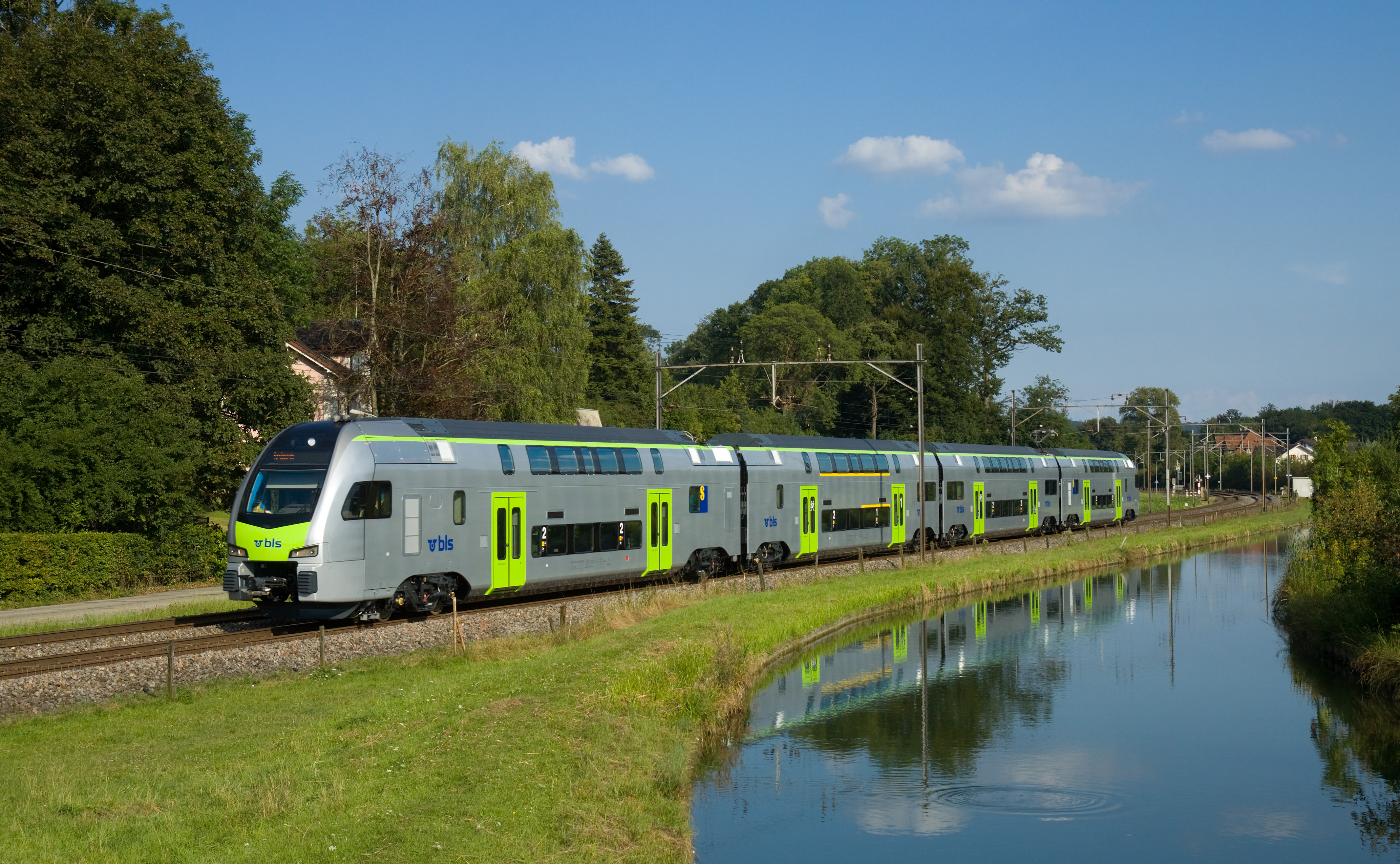
BLS RABe 515 in Bürglen

Die BLS AG bestellte am 30. März 2010 insgesamt 28 vierteilige Stadler Dosto, die seit Dezember 2012 auf der S-Bahn Bern eingesetzt werden. Die Züge bieten 335 Sitz- und 566 Stehplätze (4 Personen/m²) und erreichen bei einer Anfahrbeschleunigung von 1,3 m/s² eine Höchstgeschwindigkeit von 160 km/h.
Die verschärften Crash-Vorschriften führten zu neu gestalten Stirnfronten und verlängerten Endwagen. Auf ausdrücklichen Wunsch der BLS können die Kiss der BLS nicht gemeinsam mit den RABe 511 der SBB eingesetzt werden.
Bei der BLS lautet der Typenname Mutz (Moderner, universeller Triebzug), in Anlehnung an das Berner Dialektwort für „Bär“. Sie kamen zunächst auf der S1 zum Einsatz, später auch auf der S6 und auf der S3/S31.
Im Dezember 2015 bestellte die BLS drei weitere Züge. Sie sind seit Ende 2017 als Verstärkung auf den Linien S1 und S3/S31 im Einsatz.
Im Juli 2018 gab die BLS acht weitere Züge in Auftrag, nebst drei vierteiligen erstmals auch sechsteilige Ausführungen. Sie waren für die IR-Linien Bern – Biel und Bern – Burgdorf – Olten bestimmt, welche die BLS ab Fahrplanjahr 2020 betreiben wollte.
Im Februar 2021 standen insgesamt 39 MUTZ-Züge bei der BLS im Einsatz. Nach einem Zusammenstoss zweier MUTZ-Züge im Dezember 2020 wurde von der Schweizerischen Sicherheitsuntersuchungsstelle (SUST) ein ungewöhnliches Bremsverhalten bei diesem Fahrzeugtyp festgestellt, das auf Störungen an einem von drei Bremssystemen zurückgeführt wurde. In der Folge wurden auf der S6 (Bern–Schwarzenburg) andere Fahrzeugtypen eingesetzt, bis die Ursache gefunden und durch ein Softwareupdate bei allen Zügen behoben wurde. Seit November 2021 verkehren die 39 Triebzüge wieder fahrplanmässig.

### Besonderheiten
Einer gewissen Tradition folgend – heißt doch der RABe 535 Nr. 113 „Lötschbergerin“ und der RABe 525 Nr. 013 „Nino“ statt „Nina“ – ist der RABe 515 013 nicht als „Mutz 013“, sondern als „Ours 013“ unterwegs (Ours ist das französische Wort für Bär). Dieser Triebzug verkehrt auf der Linie S1 zwischen Thun und dem mehrheitlich französischsprachigen Fribourg.
Vom 30. Juni 2018 bis im Herbst 2023 verkehrte der Triebzug 515 008 mit einer Ganzwerbung für den SC Bern. Seit dem 11. November 2023 trägt der Triebzug eine angepasste Werbung als «Hockeyzug» aller vier Hockeyclubs SCL Tigers, HC Fribourg-Gotteron, EHC Biel und SC Bern, die im Einzugsgebiet der BLS liegen.

## Ostdeutsche Eisenbahn
Von der Ostdeutschen Eisenbahn (ODEG) wurden am 11. Januar 2010 insgesamt 16 vierteilige Stadler Dosto bestellt, die von der Stadler Pankow GmbH gefertigt wurden und zum Fahrplanwechsel im Dezember 2012 im Berlin-Brandenburger Regionalverkehr zum Einsatz kommen sollten.
Die vier Wagen eines Triebzuges sind unterschiedlich aufgebaut:
- 445 1xx (A-Wagen): Sitzplätze 2. Klasse, Mehrzweckbereich (unten), WC, Hauptschalter, Antriebsmodul mit Transformator, Stromrichter und Triebdrehgestell am Übergangsende zum Wagen C.
- 446 1xx (C-Wagen): Sitzplätze 2. Klasse, Mehrzweckbereich (unten), behindertengerechtes WC, Stromabnehmer
- 446 6xx (D-Wagen): Sitzplätze 2. Klasse, Mehrzweckbereich (unten), kein WC, Stromabnehmer
- 445 6xx (B-Wagen): Sitzplätze 1. Klasse (oben) und 2. Klasse, Mehrzweckbereich (unten), WC, Hauptschalter, Antriebsmodul mit Transformator, Stromrichter und Triebdrehgestell am Übergangsende zum Wagen D.

Der erste Zug wurde im Februar 2012 fertiggestellt und war u. a. auf dem Eisenbahnversuchsring Velim zu Testfahrten unterwegs. Im Herbst 2012 wurde jedoch bekannt, dass nicht alle Züge bis zur Betriebsaufnahme zum Fahrplanwechsel am 9. Dezember 2012 fertiggestellt werden konnten. Tatsächlich startete die ODEG am 9. Dezember 2012 mit geliehenen Fahrzeugen anderer Hersteller, weil zu diesem Zeitpunkt noch keine Zulassung vorlag. Die ersten vier der 16 bestellten Züge erhielten am 21. Dezember 2012 die Zulassung vom Eisenbahn-Bundesamt und wurden ab dem 8. Januar 2013 nach und nach im Fahrgastbetrieb auf der Linie RE 4 eingesetzt und lösten ab dem 10. März 2013 allmählich die Ersatzzüge der DB Regio auf der Linie RE 2 ab. Am 21. Juni 2013 erhielt der 15. und damit vorletzte KISS 0445 108 seine Zulassung. Der 16. und letzte KISS (0445 115) wurde am 16. Juli ausgeliefert und am 17. August zum „Tag der offenen Tore“ auf den Namen Eberswalde getauft.
Seit März 2020 verkehrt der erste Triebzug mit einem inneren Redesign. Die neuen Böden bestehen zu 80 Prozent aus recyclingfähigem Material, die erste Klasse wurde in den Servicewagen verlegt, die Sitze in der zweiten Klasse erhielten lederbezogene Kopfstützen, FIS-Anlagen wurden ausgetauscht und der Einbau von WLAN-Routern wurde vorbereitet.

## Chemins de Fer Luxembourgeois

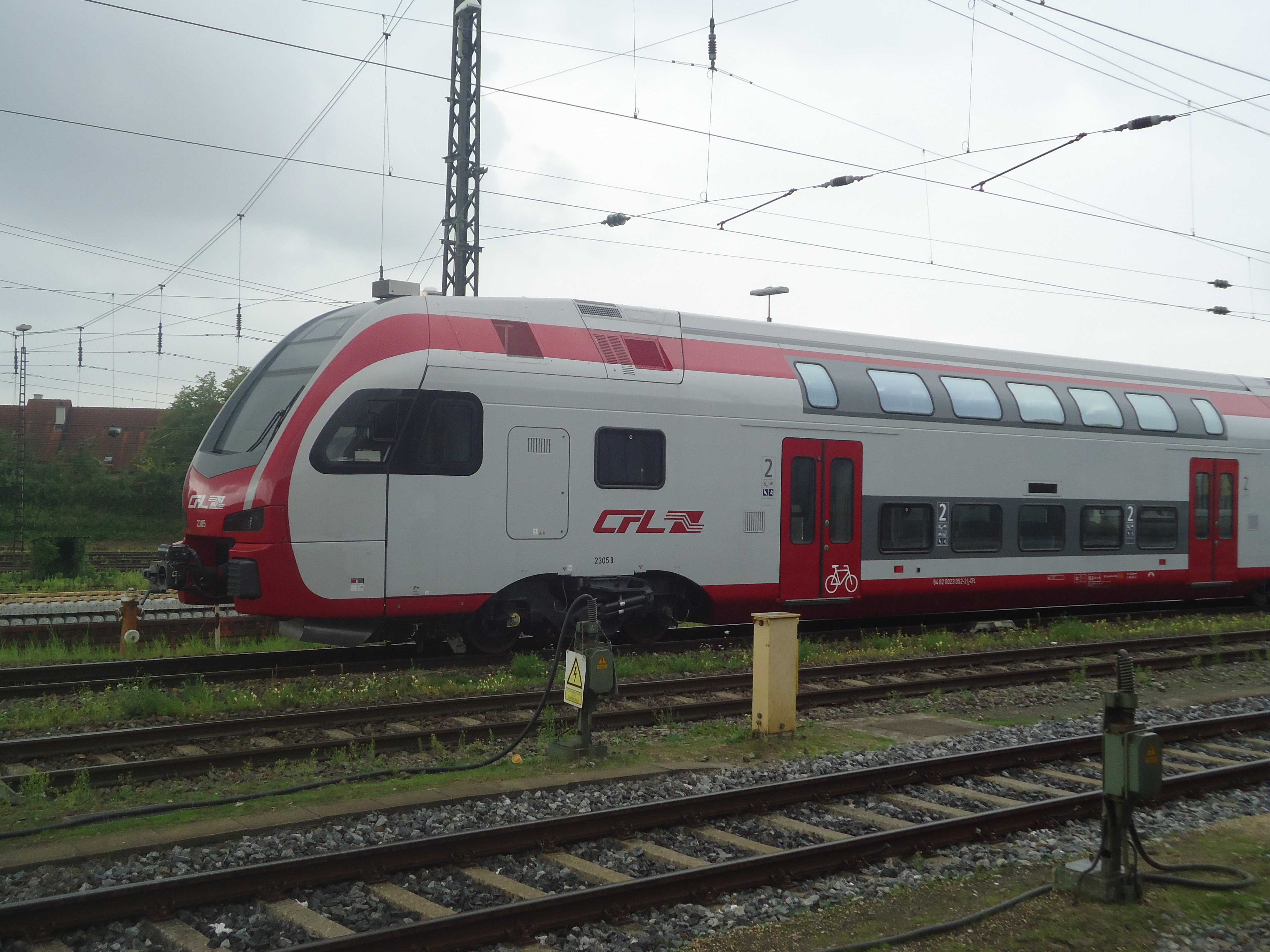
CFL-Doppelstocktriebzug bei Versuchsfahrt in Augsburg (2014)

Die Chemins de Fer Luxembourgeois (CFL) gaben am 7. Oktober 2010 die Bestellung von acht doppelstöckigen Triebwagen von Stadler im Auftragswert von 60 Millionen Euro bekannt. Die Züge weisen eine Länge von 80 Meter auf und bieten 284 Sitzplätze, davon 29 in der ersten Klasse. Daneben sind Mehrzweckabteile mit Raum für 24 Fahrräder sowie drei Rollstuhlplätze vorgesehen. Die Fahrzeuge sind mit ETCS ausgestattet und erreichen eine Höchstgeschwindigkeit von 160 km/h. Sie können mit Fahrdrahtspannungen von 25 kV bei 50 Hz und 15 kV bei 16,7 Hz verkehren und sollten ursprünglich ab dem Fahrplanwechsel im Dezember 2013 auf der Linie Luxemburg–Koblenz eingesetzt werden. Ab dem 16. Februar 2013 unternahm der Triebzug 2301 Testfahrten auf dem Eisenbahnversuchsring Velim.
Die offizielle Vorstellung der neuen Züge fand allerdings erst am 29. September 2014 im Grenzbahnhof Wasserbillig statt. Der Einsatz als RE 11 zwischen Luxembourg Ville und Koblenz begann zum Fahrplanwechsel am 14. Dezember 2014. Seit dem 16. März 2015 fahren die CFL-Kiss auf dem Abschnitt zwischen Trier und Koblenz gemeinsam mit den Flirts der DB Regio Südwest in gemischten Mehrfachtraktionen.
Dass ein- und zweistöckige elektrische Triebzüge zweier Staatsbahnen gemeinsam unterwegs sind, dürfte europaweit einmalig sein. Dieses Rollmaterial wird auch beim Zugpaar Luxemburg–Düsseldorf eingesetzt.
2017 lieferte Stadler Pankow elf weitere Dreiteiler 2309–2319 an die CFL. Die Sitzzahl in der zweiten Klasse wurde auf 254 verringert, die erste Klasse bietet 38 Sitzplätze. In Deutschland verkehren die Kiss mit dem Zugbeeinflussungssystem PZB 90, in Luxemburg mit ETCS Level 1. Fünf Züge werden seit 2019 auf der Linie RB83 zwischen Luxemburg und Wittlich eingesetzt, die seit März 2025 über die Trierer Weststrecke geführt wird.
2020 wurden noch 2 weitere Züge an die CFL ausgeliefert.

Innenraum im CFL-KISS
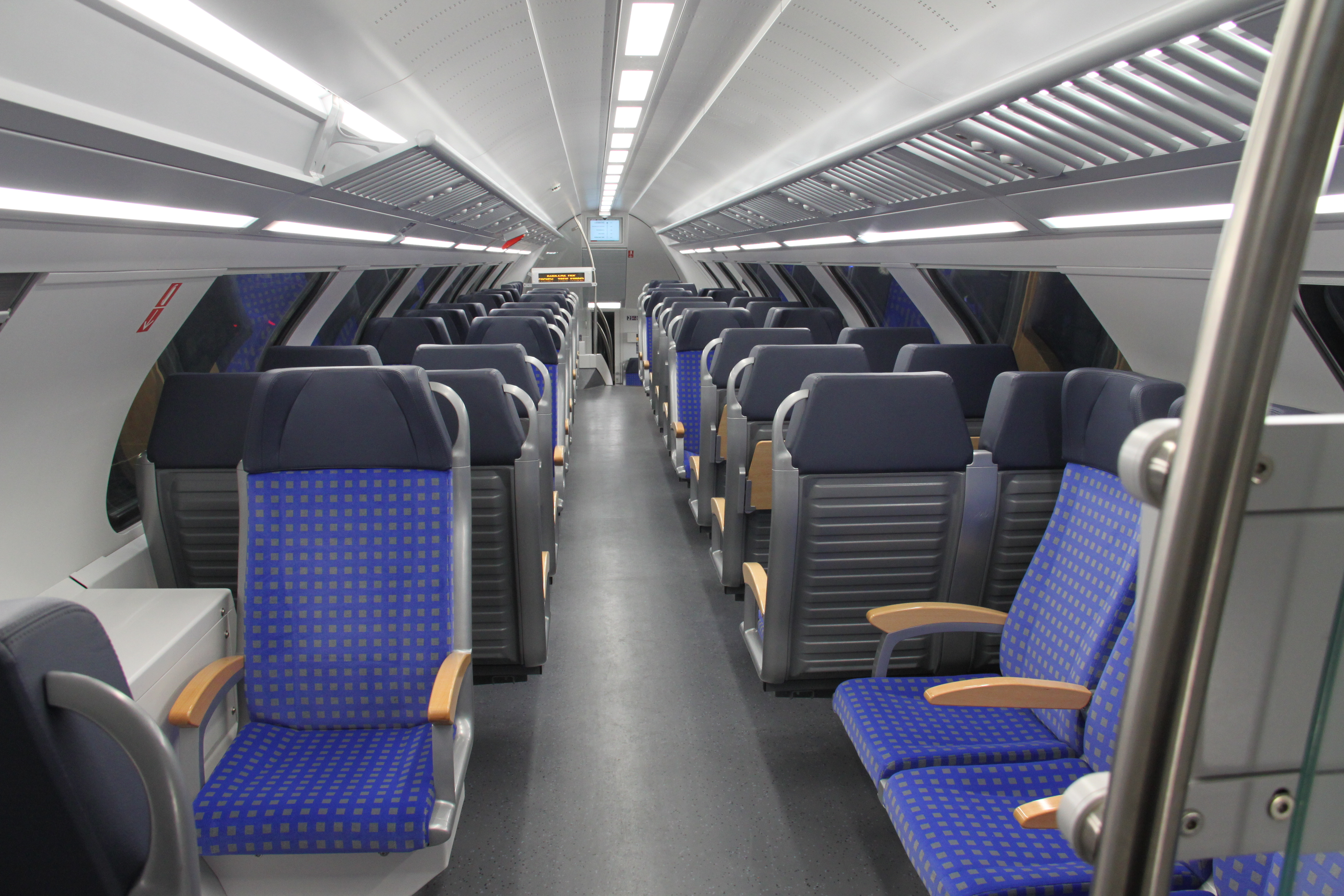
2. Klasse
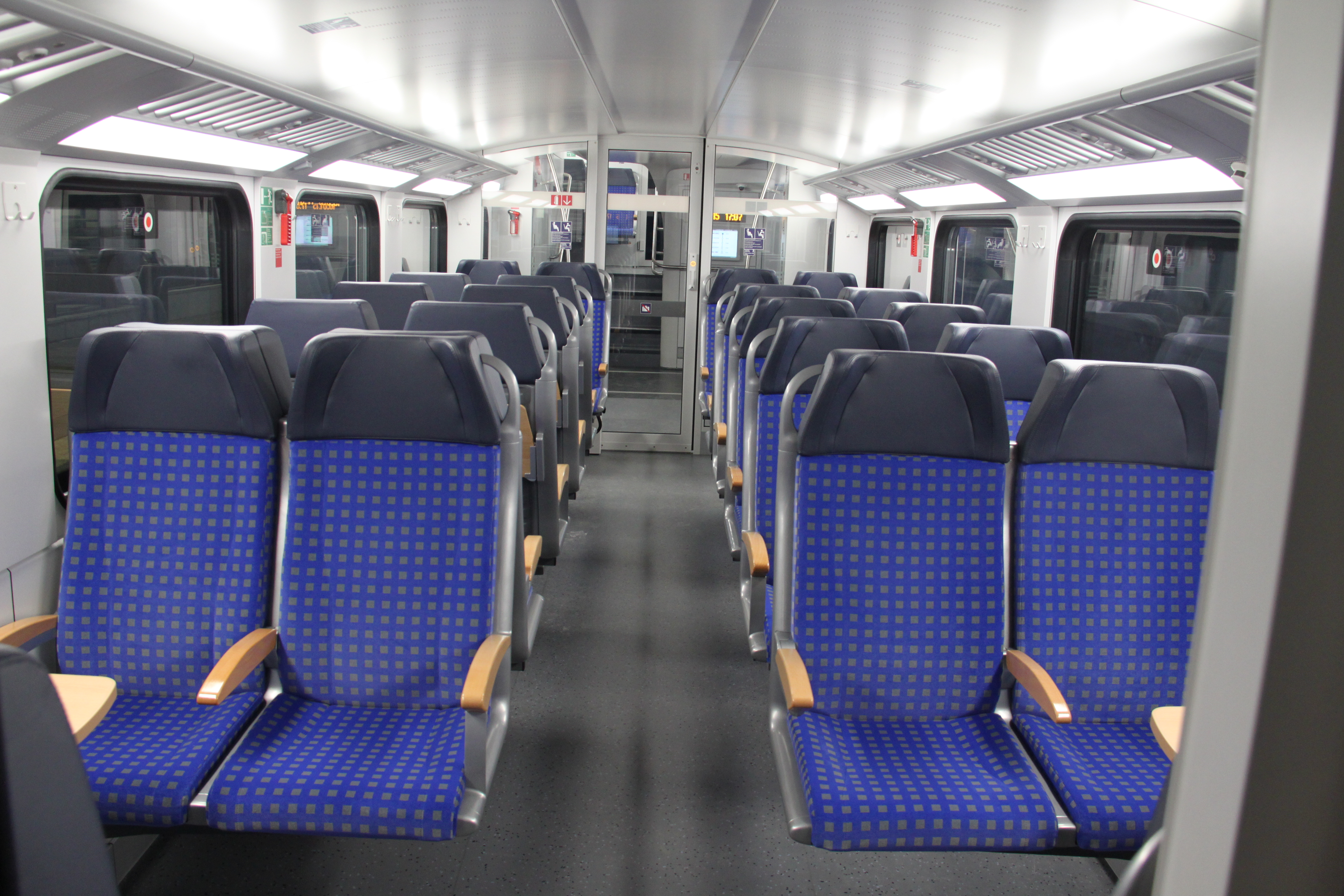
2. Klasse
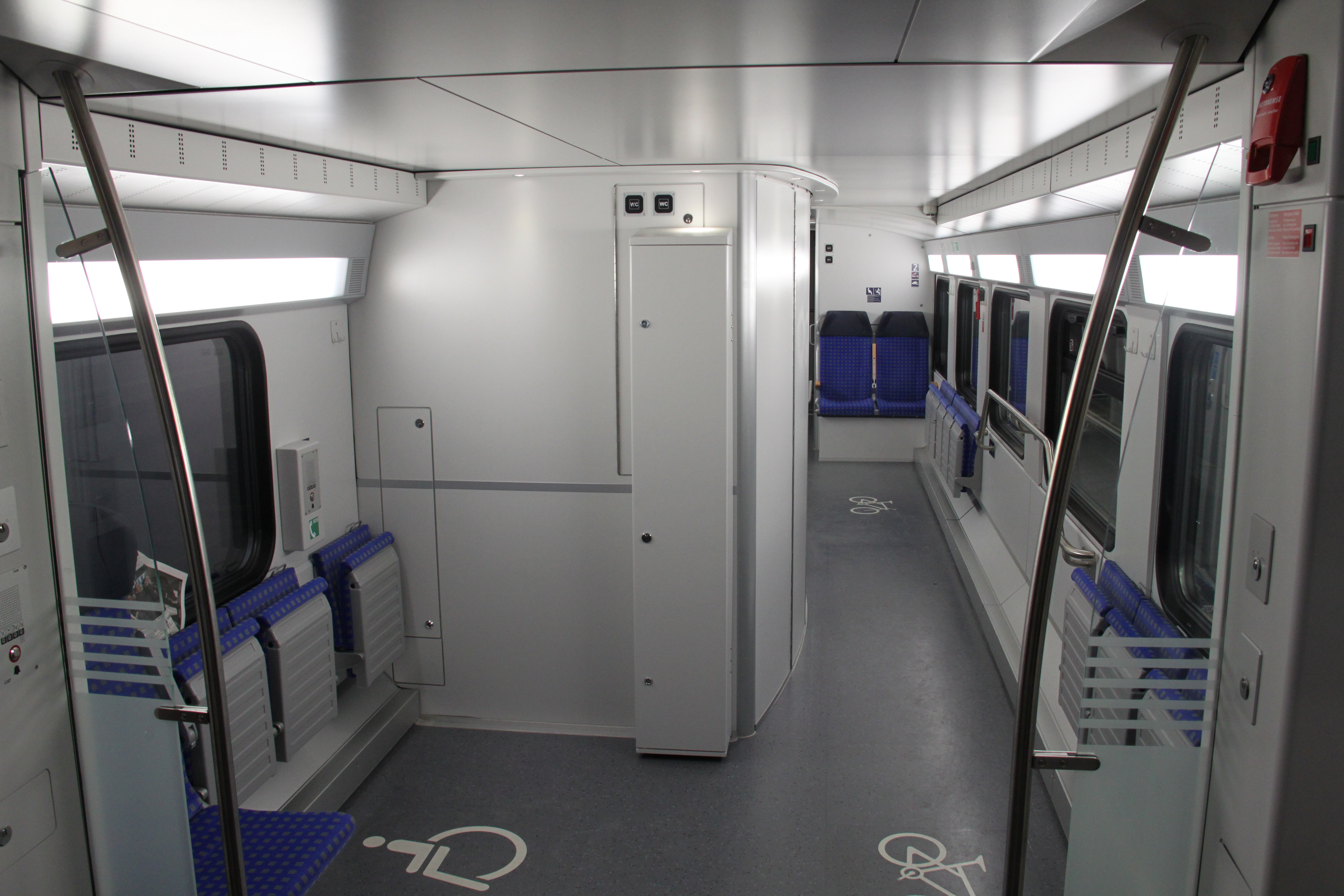
Multifunktionsbereich
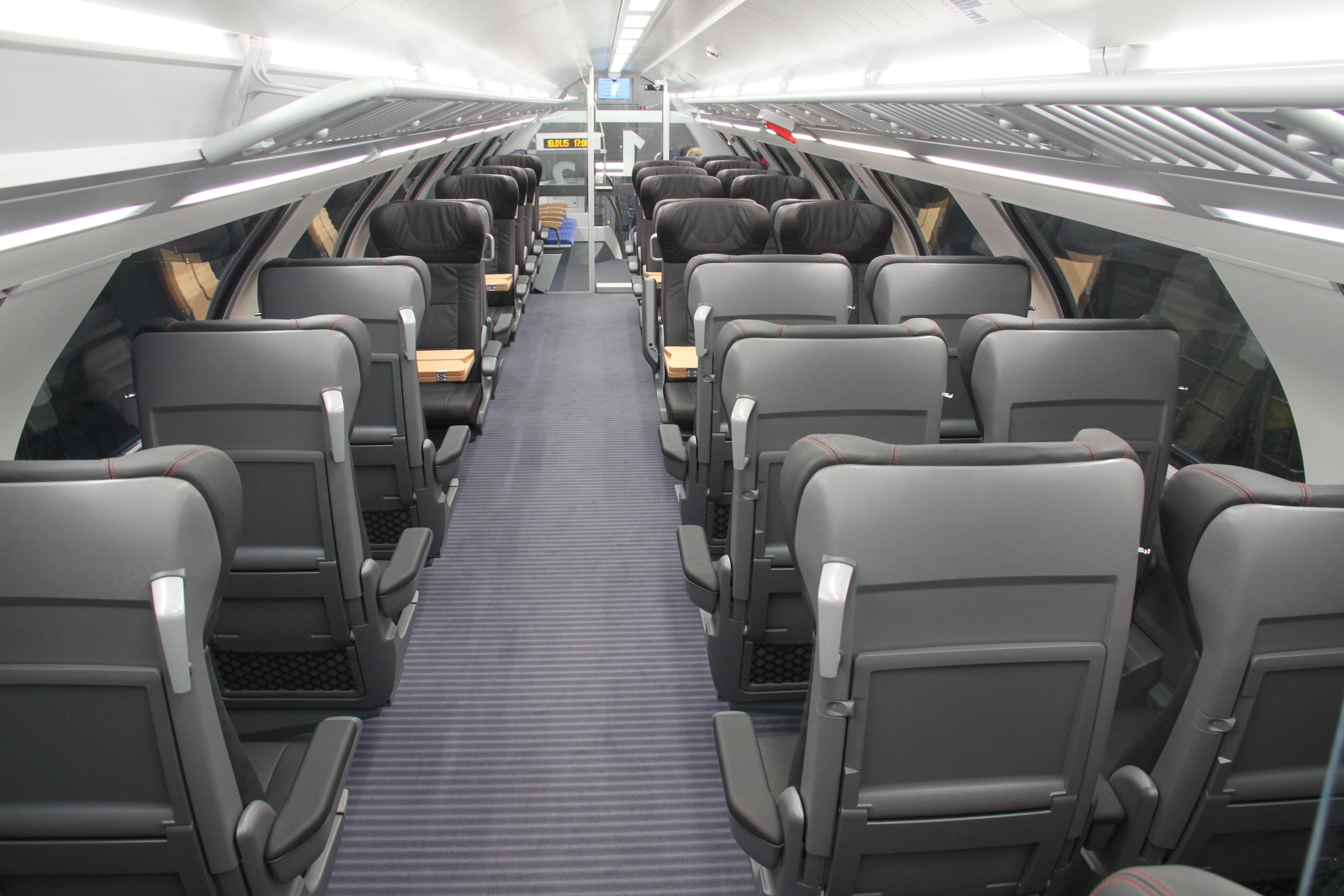
1. Klasse
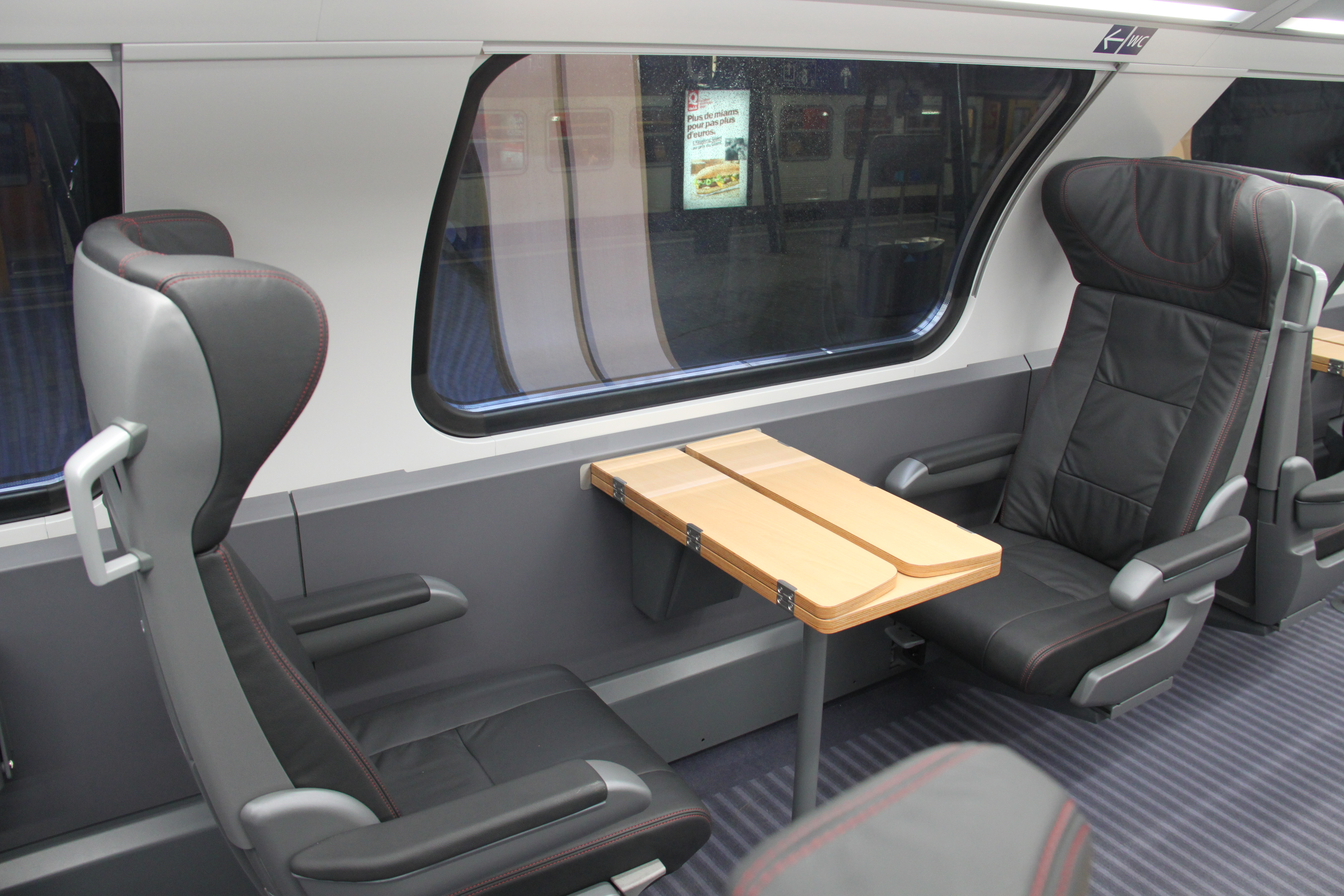
1. Klasse

## Westfalenbahn

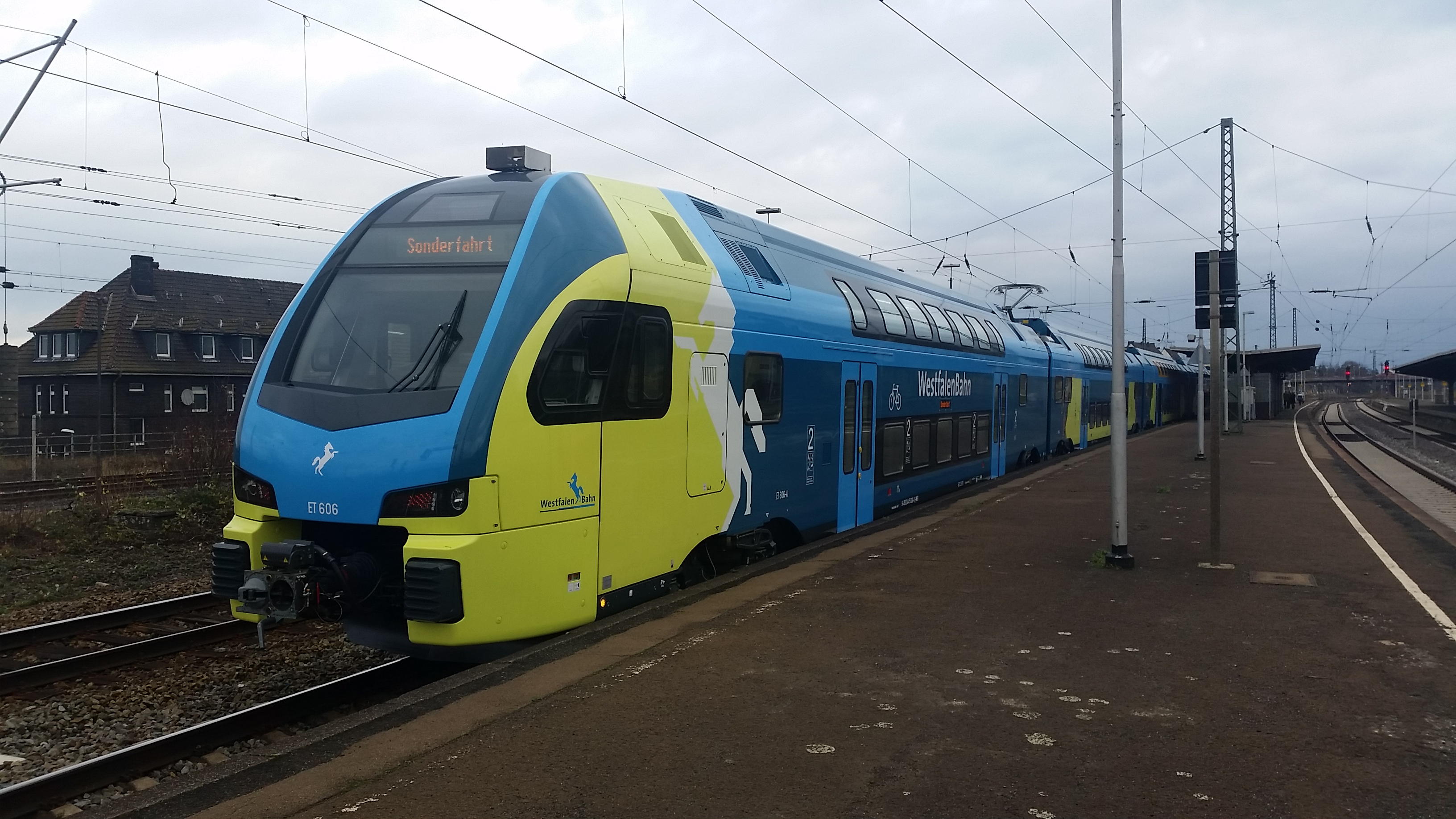
Premierenfahrt der Westfalenbahn in Löhne (Westf) im Dezember 2015

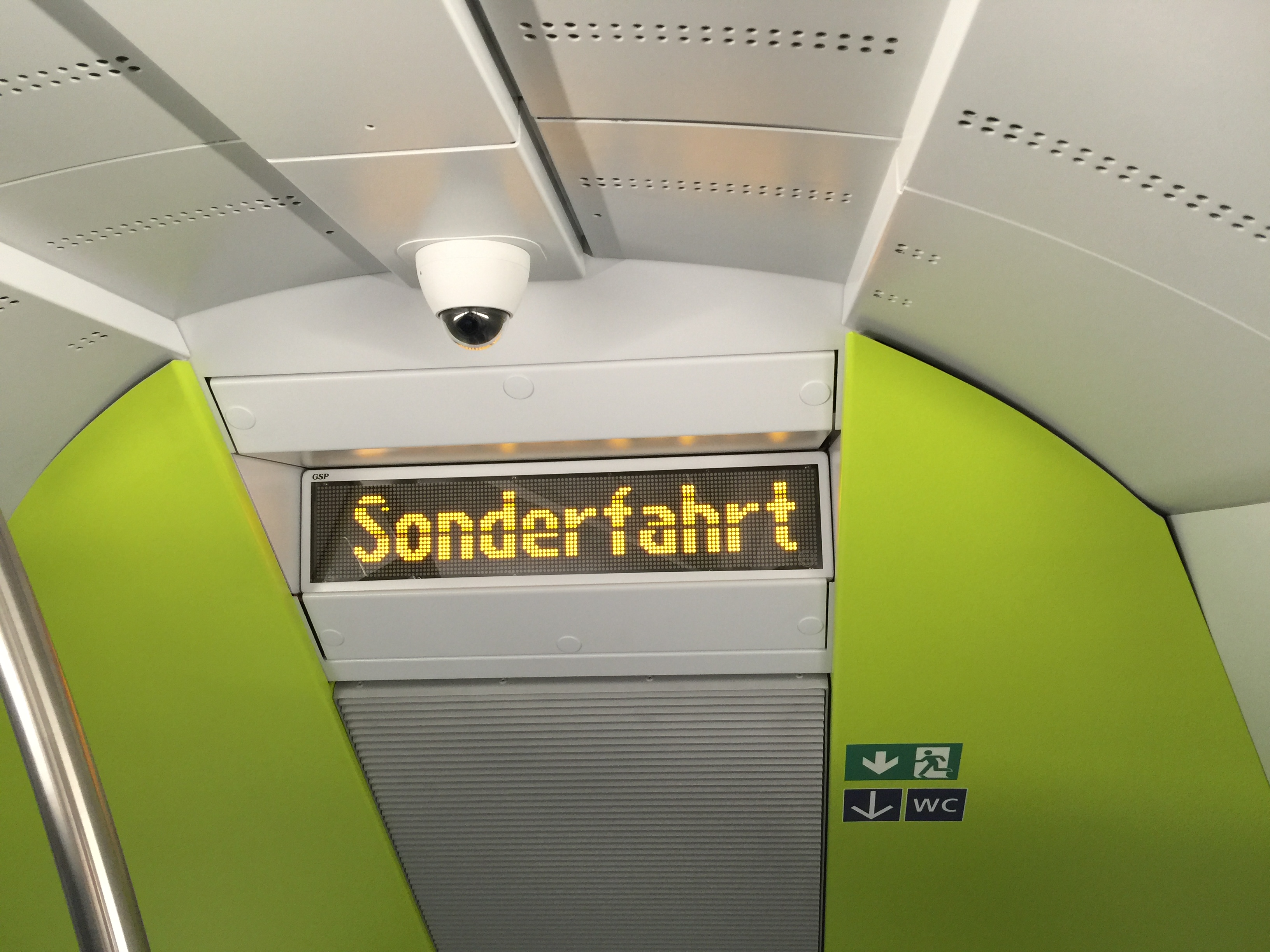
Anzeige im KISS der Westfalenbahn

Die Westfalenbahn setzt seit dem Fahrplanwechsel im Dezember 2015 dreizehn sechsteilige Doppelstocktriebzüge auf den Linien RE 60 (Braunschweig–Hannover–Minden–Rheine) und RE 70 (Braunschweig–Hannover–Minden–Bielefeld) ein, welche von Alpha Trains angemietet werden. Dies ist die erste Variante mit angetriebenen Mittelwagen. Die erste Klasse befindet sich im Oberdeck eines Mittelwagens. Die Züge sind 156,54 Meter lang und verfügen über je 627 Sitzplätze.
Probleme im Betrieb
Bei der Westfalenbahn gab es kurz nach der Betriebsaufnahme diverse Probleme mit den Fahrzeugen aufgrund von ungewollten Schnellbremsungen, ausgelöst durch die Fahrzeugsteuerung bzw. Software, und mit fehlerhaften Klimaanlagen, die die Wagen nicht ausreichend beheizten.
Trivia
Von 2015 bis 2022 hielten die Züge zwei Rekorde: Sie waren die längsten Triebzüge, die im deutschen Regionalverkehr eingesetzt wurden und auch die längsten Züge, die von einer Wettbewerbsbahn unterhalten wurden. Im Jahr 2022 wurde dieser Rekord durch Fahrzeuge des Typs Siemens Desiro HC eingestellt, die durch die ODEG im Netz Elbe-Spree eingesetzt werden. Diese sind 157,25 Meter lang.

## DB Regio

### Elektronetz Ost (DB Regio Schleswig-Holstein)
Im Juni 2019 gab DB Regio Schleswig-Holstein bekannt, dass Stadler die Ausschreibung über 18 Doppelstockeinheiten mit dem Modell KISS gewonnen hat. Die Einheiten – bestehend aus zwei Trieb- und zwei Mittelwagen – werden seit Januar 2023 nach und nach auf dem „Elektronetz Ost“ in Schleswig-Holstein eingesetzt.
Sie verkehren auf den Linien RE 80 (Hamburg Hbf – Ahrensburg – Bad Oldesloe – Reinfeld – Lübeck-Moisling – Lübeck Hbf), RE 8 (Hamburg Hbf – Bad Oldesloe – Reinfeld – Lübeck-Moisling – Lübeck Hbf – Lübeck-Dänischburg IKEA – Lübeck-Kücknitz – Lübeck-Travemünde Skandinavienkai – Lübeck-Travemünde Hafen – Lübeck-Travemünde Strand) und RE 8x (Hamburg Hbf – Hamburg-Hasselbrook – Lübeck Hbf). Nach der abgeschlossenen Elektrifizierung soll die Linie RE 8 auch nach Neustadt (Holstein) verlängert werden. Die Züge auf den Linien RE 8 und RE 80 fahren in Doppeltraktion. Auf der Linie RE 8x verkehren in der Regel einzelne Einheiten. Die Triebzüge verfügen über Echtzeit-Auslastungsanzeigen und ein elektronisches Reservierungssystem, die Vielfachsteuerung ermöglicht das Kuppeln von drei Einheiten. Im Rahmen der ETCS-Ausrüstung der Hinterlandanbindung der festen Fehmarnbeltquerung sollen die Triebzüge mit ETCS-Fahrzeuggeräten nachgerüstet werden.

### Nord-Süd (DB Regio Nordost)
Mitte September 2022 erhielt DB Regio den Zuschlag für das Netz »Nord-Süd« des VBB ab 2026. Dafür bestellte DB Regio zwölf fünfteilige Triebzüge des Typs KISS. Außerdem wurden drei vierteilige Stadler FLIRT 3XL bestellt, welche mit den KISS kuppelbar sind.

## Varianten Kiss Eurasia
Für Bahnen mit russischer Breitspur wurde eine Version entwickelt, die das größere Lichtraumprofil voll ausnutzt. Im Unterschied zu den Normalspurversionen befindet sich hier der Antrieb in einem Teil der Mittelwagen, wobei angetriebene Wagen kürzer gebaut sind. Diese Variante erhielt den Namen „Eurasia“.

### Aeroexpress
Der russische Bahnbetreiber Aeroexpress schloss Mitte Februar 2013 mit Stadler einen Vertrag über die Lieferung von 25 Kiss-Zügen, darunter 16 vier- und 9 sechsteilige, für 350 Millionen Euro mit einer Option für 13 weitere Züge. Diese verbinden das Zentrum Moskaus mit den drei Flughäfen Domodedowo, Scheremetjewo und Wnukowo.
Die Klimatisierung ist dem rauen russischen Klima angepasst.
Die Maße der Triebzüge unterscheiden sich deutlich von den bisher produzierten Fahrzeugen.
Als erste Fahrzeuge der Baureihe für das russische Breitspurnetz sind sie deutlich breiter und höher als die bisher bestellten Versionen.
Mit einer Breite von 3400 statt 2800 mm und einer Höhe von 5240 statt 4500 mm weisen die Wagenkästen deutlich größere Dimensionen auf.
Der Bau fand sowohl in der Schweiz als auch im neu entstandenen Werk in Fanipal bei Minsk statt. Im Unterschied zu allen anderen bisherigen Versionen liegen die Einstiegtüren über den Drehgestellen, da die Einsatzstrecken hohe Bahnsteige aufweisen.
Aufgrund der russischen Wirtschaftskrise bat der Käufer um Nachverhandlungen und einigte sich 2016 unter anderem auf eine reduzierte Abnahmemenge von 11 Garnituren, davon 9 sechsteilige und 2 vierteilige Kompositionen.

Innenraum im Kiss Eurasia
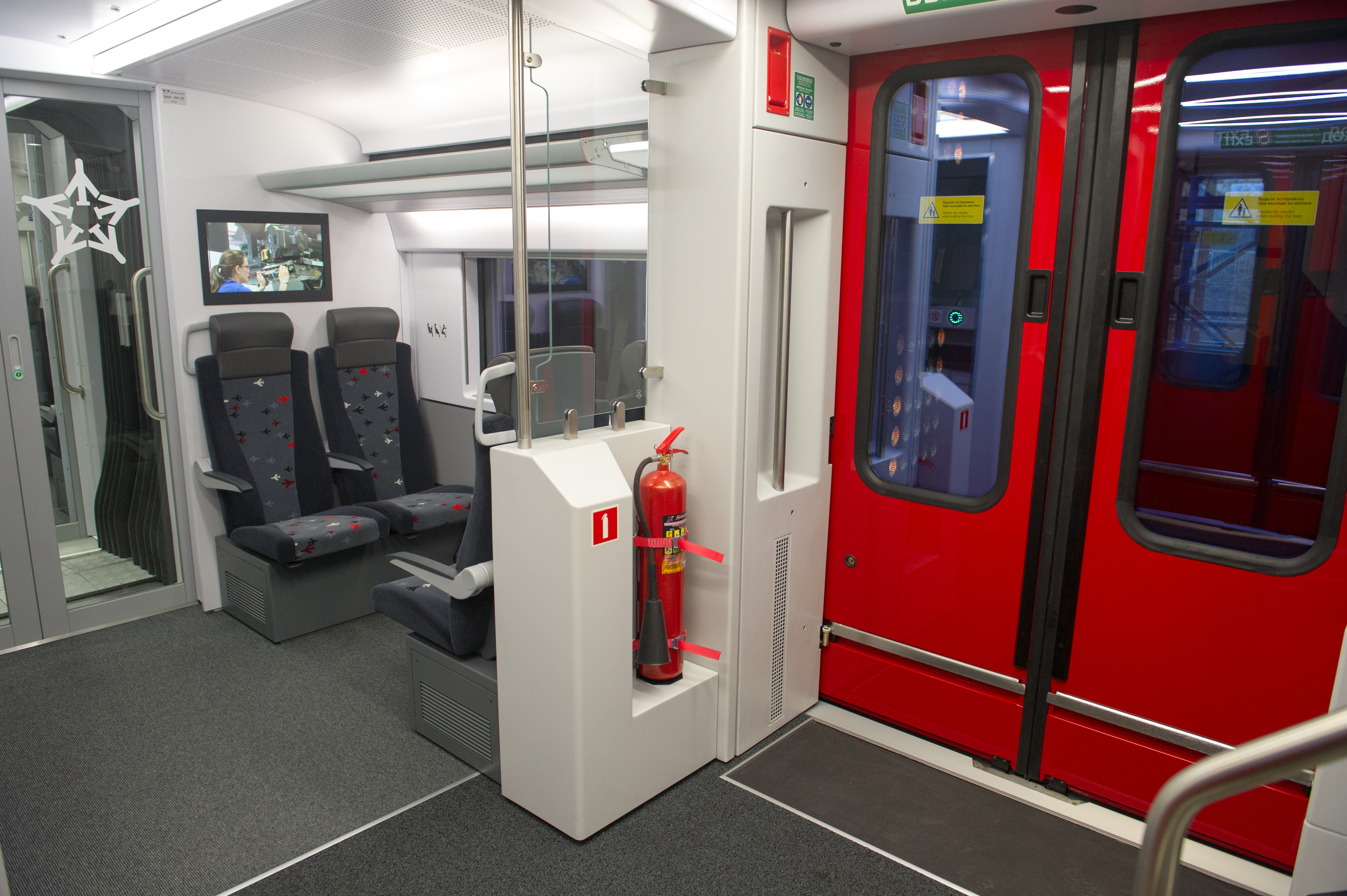
Eingangsbereich
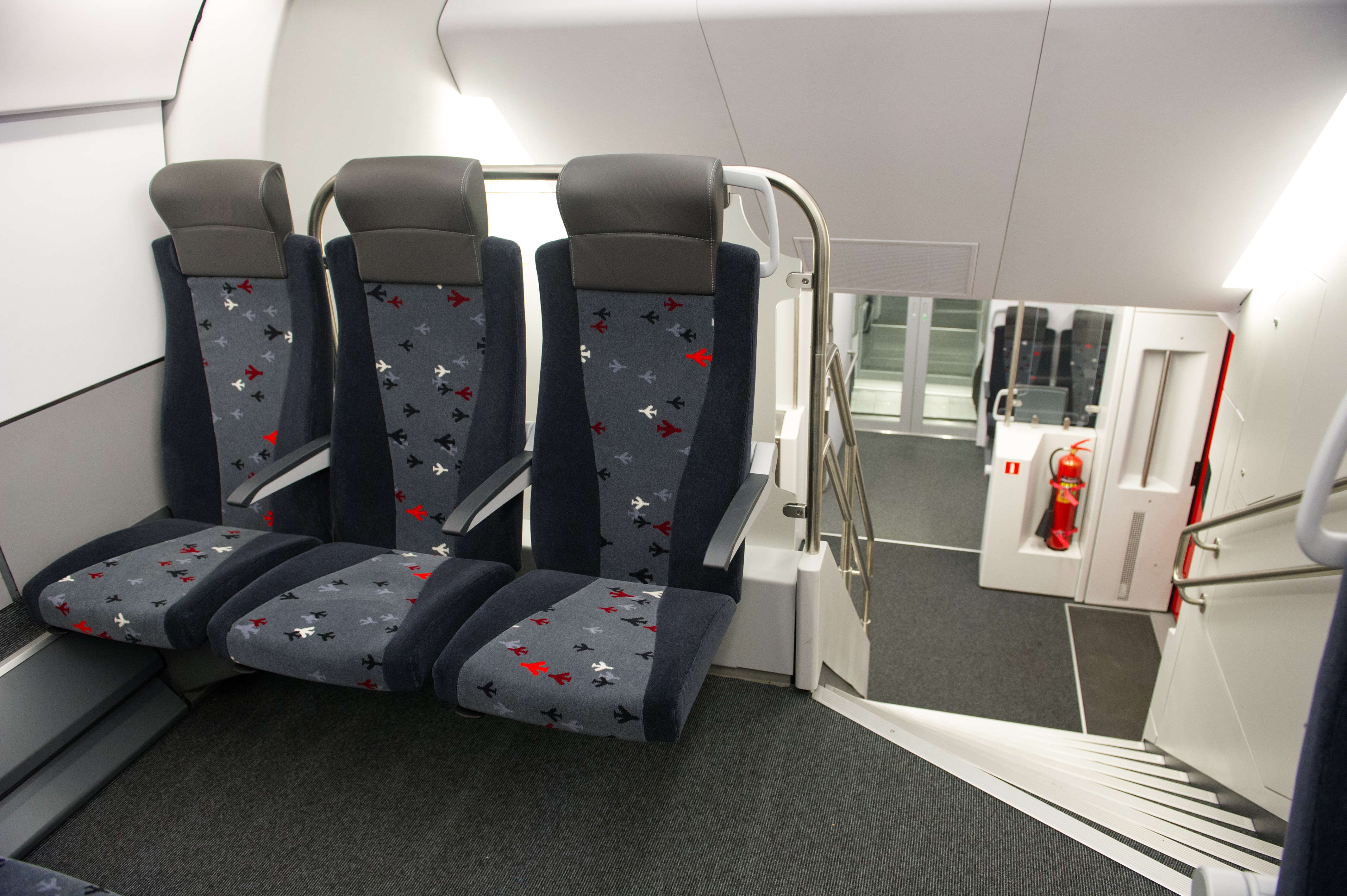
Treppe in den 2. Stock
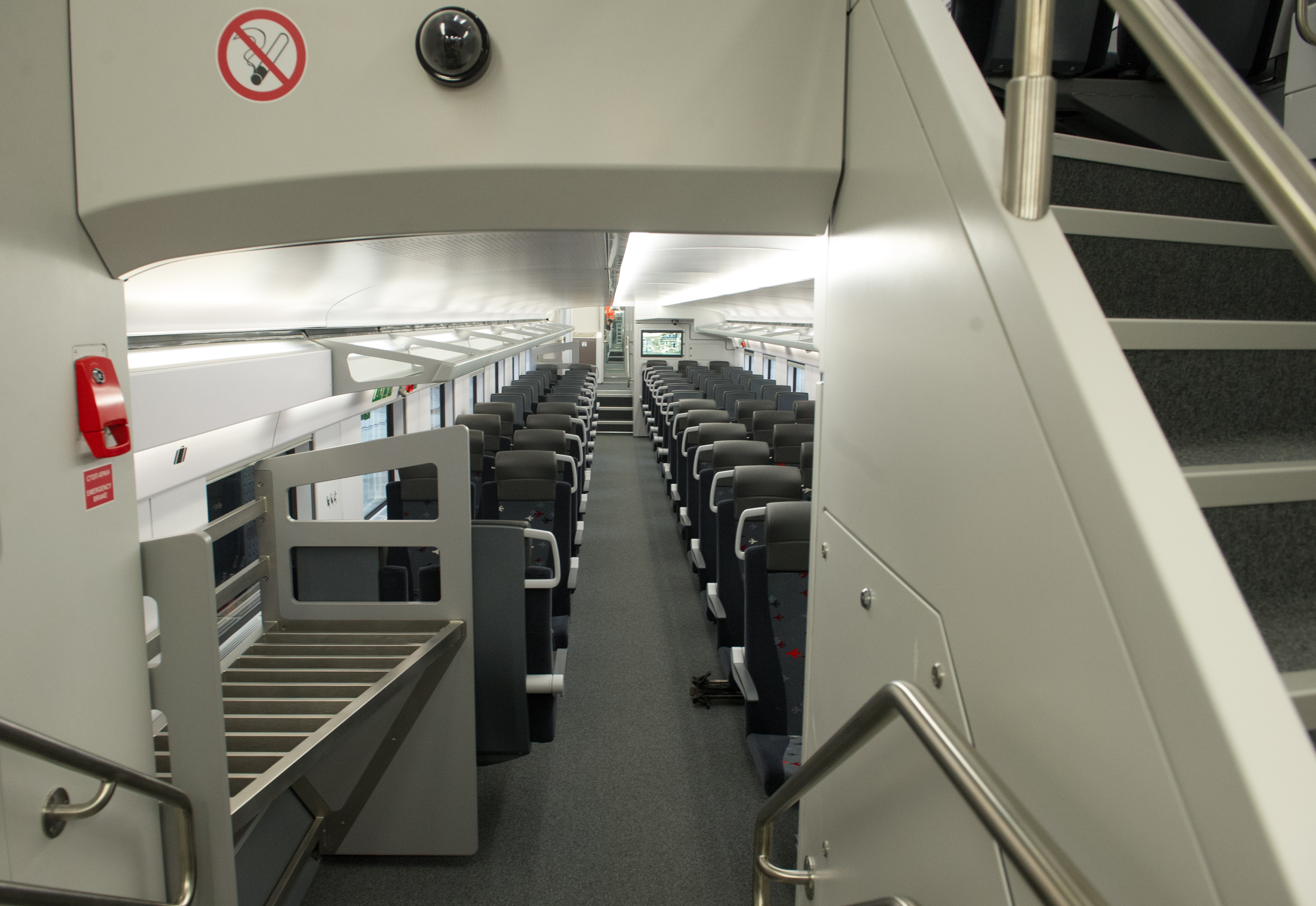
Treppe in den 1. Stock
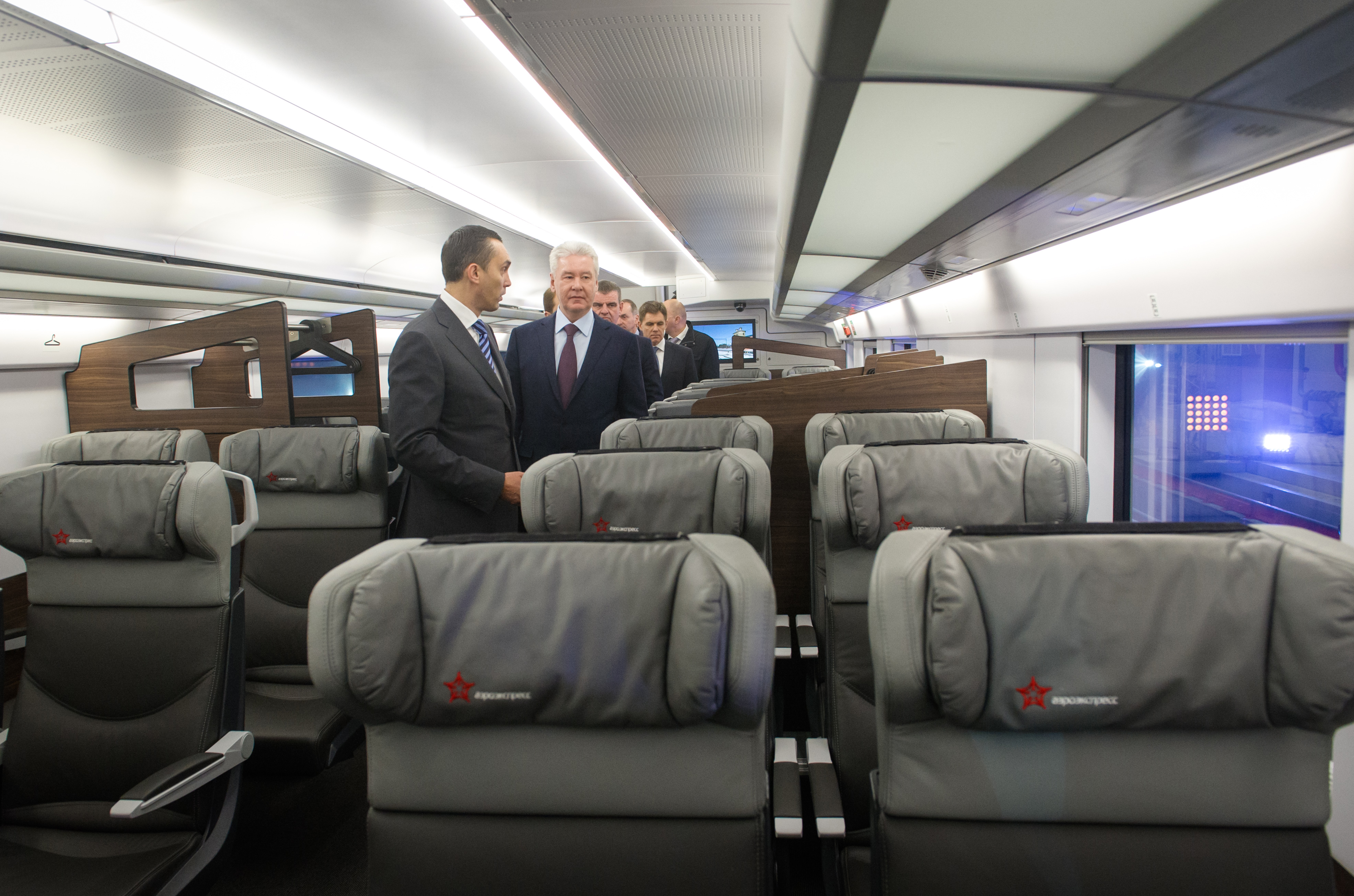
1. Klasse
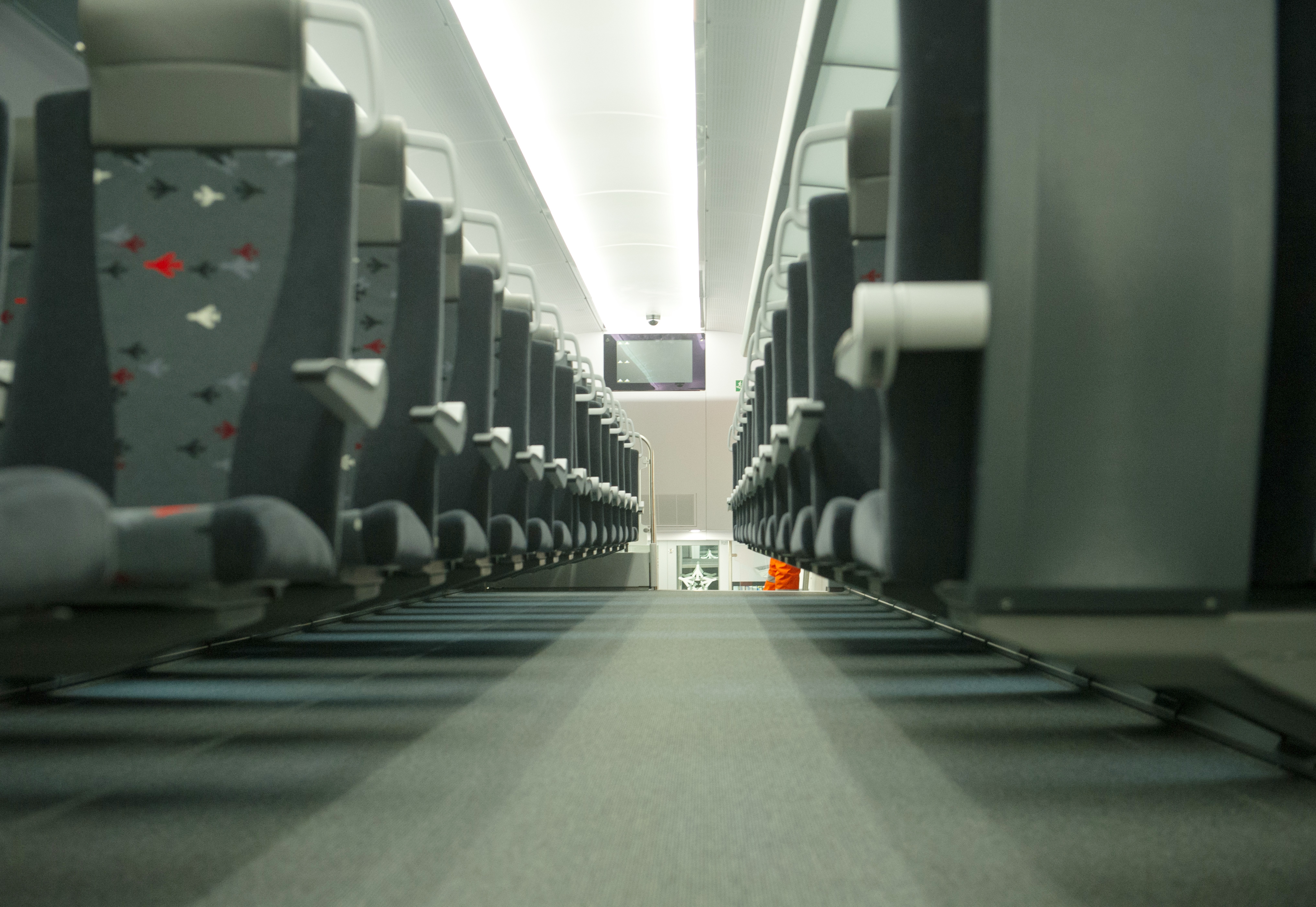
2. Klasse
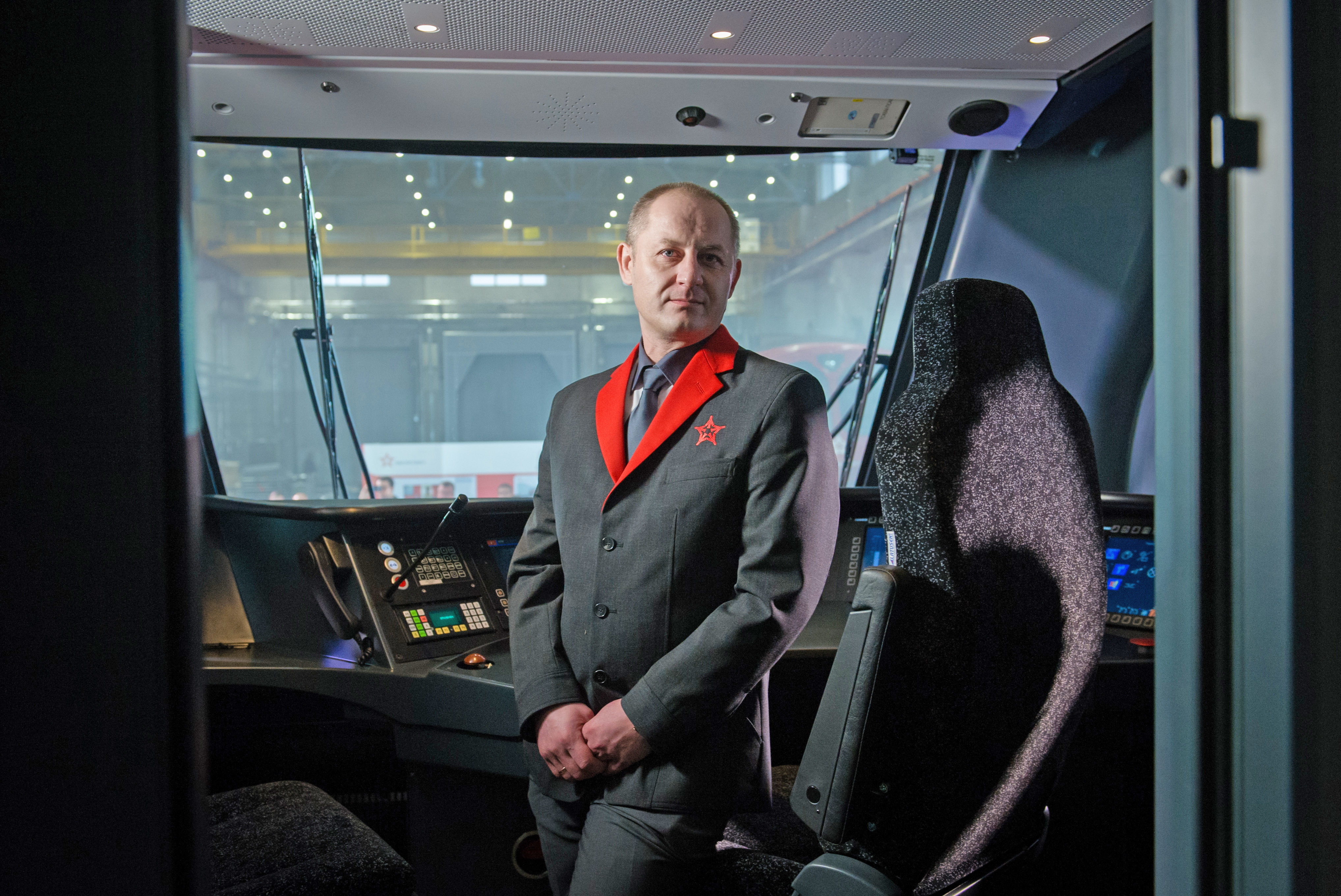
Führerstand

### Azərbaycan Dəmir Yolları

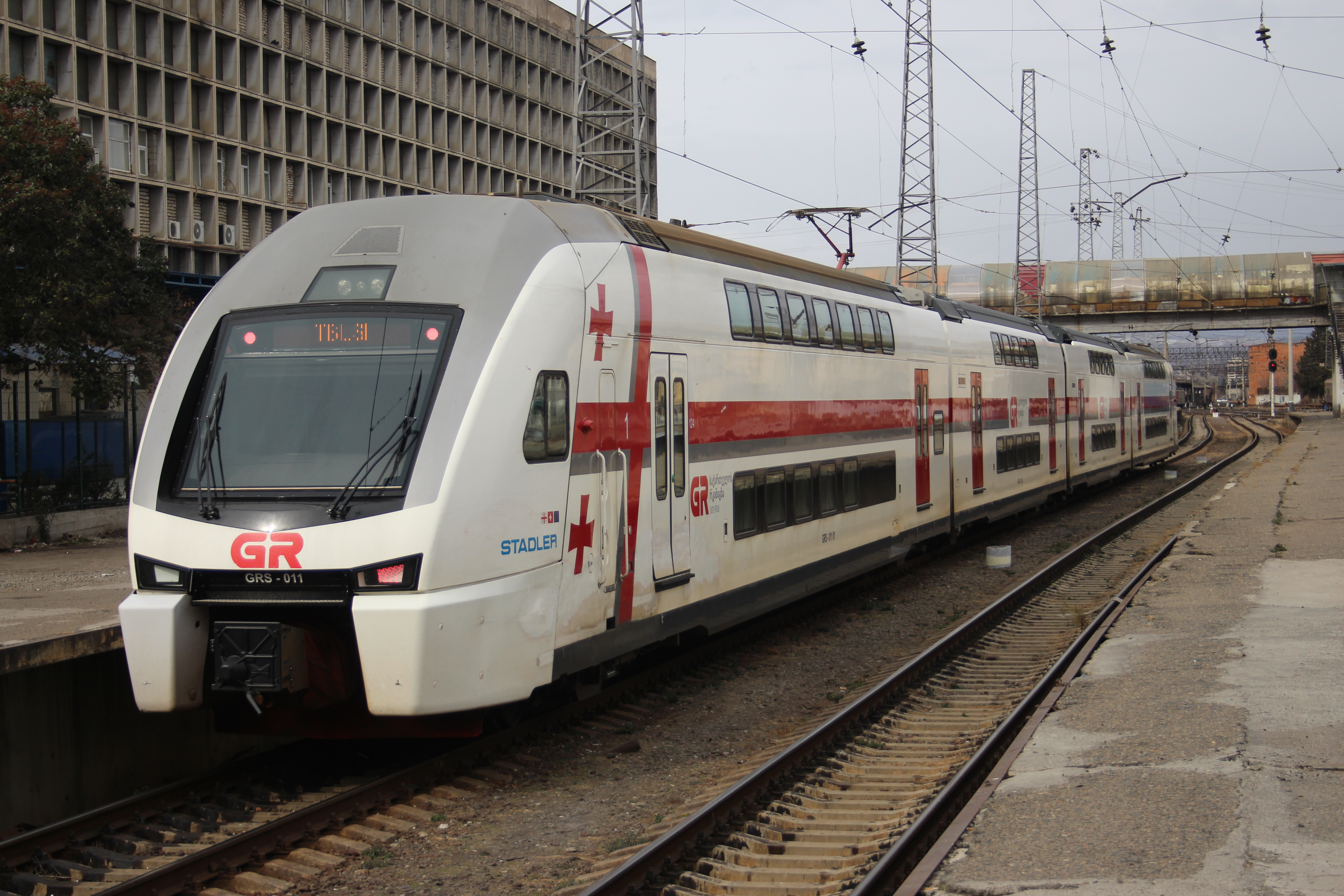
Kiss der Georgischen Eisenbahn

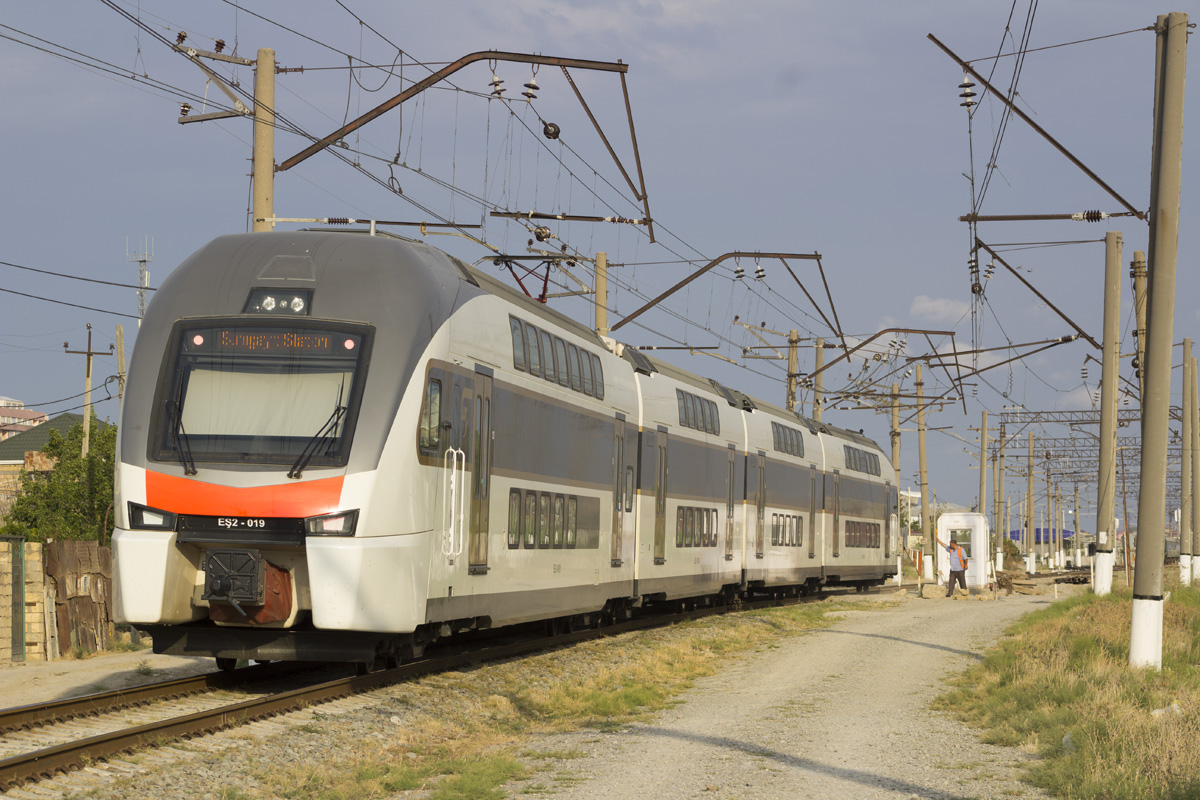
Kiss ЭШ2-019 der aserbaidschanischen Eisenbahn in Sumqayıt

Überraschend bestellte am 13. Mai 2015 die Aserbaidschanische Eisenbahnen Azərbaycan Dəmir Yolları (ADY) fünf vierteilige Triebzüge für die Strecke Baku – Sumqayıt.
Die Doppelstockzüge stammten aus der laufenden Produktion des Auftrags für Aeroexpress. Nur zehn Tage nach Vertragsunterzeichnung nahm die ADY die ersten beiden Züge im Stadler-Werk Fanipal ab. Die ersten drei Züge wurden ab September 2015 eingesetzt. Im Frühjahr 2016 wurden zwei weitere Triebzüge geliefert.
2018 übernahmen die Aserbaidschanischen Eisenbahnen die letzten vier noch nicht verkauften Doppelstockzüge, die von Aeroexpress bestellt wurden. Vor der Ablieferung wurden sie mit Transformatoren und Gleichrichtern ausgestattet, damit sie unter 25 Kilovolt verkehren können. Die schon 2015 gelieferten Zuge wurden entsprechend nachgerüstet.

### Sakartwelos Rkinigsa (Georgien)
Die Sakartwelos Rkinigsa (SR) in Georgien haben am 25. Mai 2016 vier vierteilige Kiss bestellt. Seit dem 25. Juli 2016 sind zwei der vier Kiss-Triebzüge im Fernverkehr im Einsatz und verbinden Tiflis mit den Badeorten am Schwarzen Meer. Die restlichen zwei wurden bis zum Frühjahr 2017 ausgeliefert. Die Kompositionen bieten insgesamt 400 Sitzplätze in drei Wagenklassen, sind klimatisiert und erreichen eine Höchstgeschwindigkeit von 160 km/h.

## Magyar Államvasutak

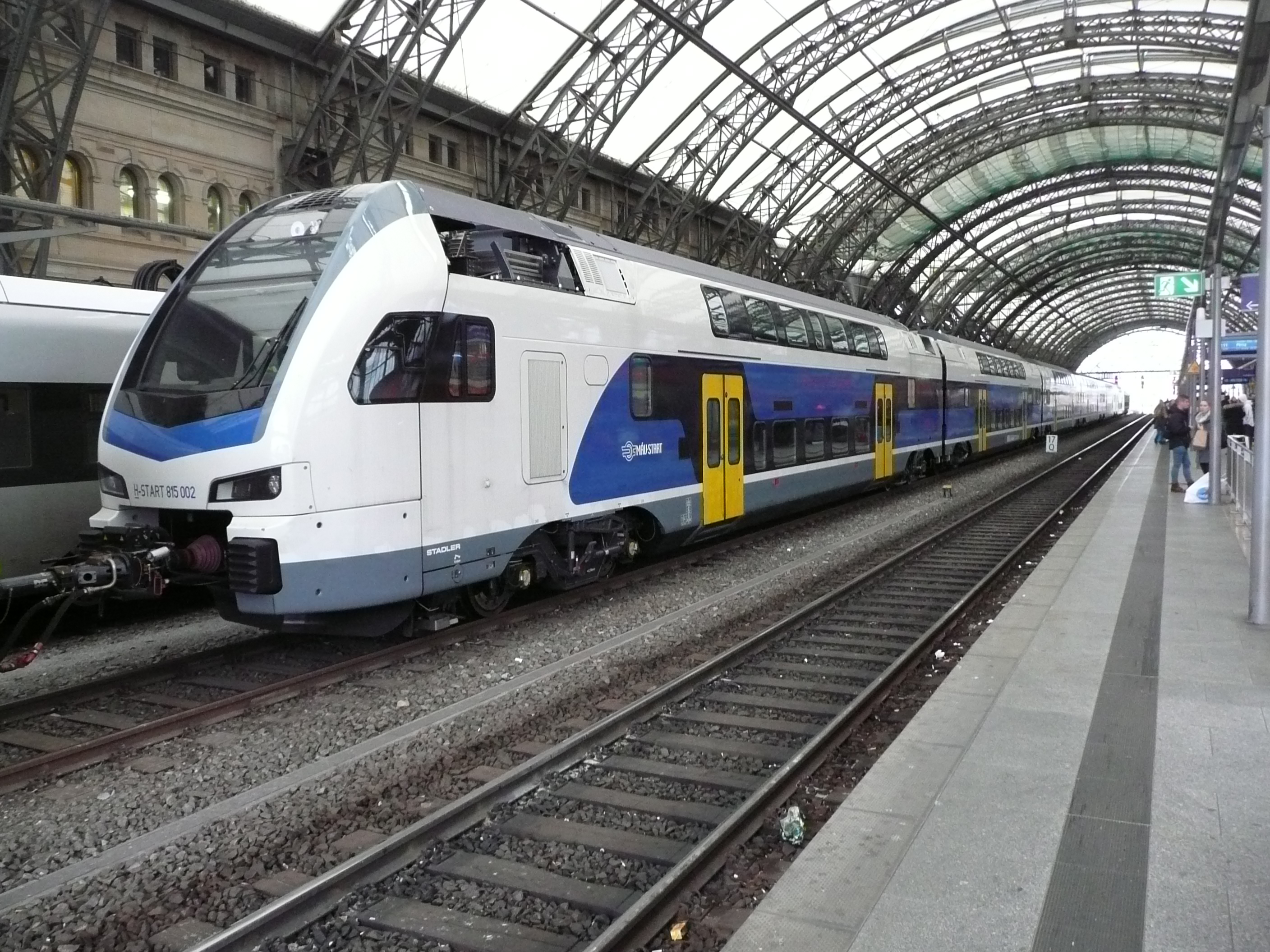
Stadler KISS 815 002 für die MÁV-Start auf Überführungsfahrt 2019 in Dresden Hauptbahnhof

Im April 2017 unterzeichneten MÁV-Start und Stadler einen Rahmenvertrag mit achtjähriger Laufzeit über die Lieferung von bis zu 40 sechsteiligen Doppelstocktriebzügen. Diese sollen mit den vorhandenen Flirt kuppelbar sein. Ausgerüstet wurden die Fahrzeuge mit Fahrzeuggeräten für die Zugbeeinflussungen ETCS Level 2 und EVM. Die Einheiten weisen eine Länge von 156 sowie eine Breite von 2,8 Metern auf und bieten Platz für 600 Fahrgäste. Die Züge bieten jeweils vier Toiletten, davon eine für mobilitätseingeschränkte Personen. Sie besitzen Stellplätze für 4 Rollstühle in den Multifunktionsbereichen, Platz für zwölf Fahrräder und fünf Kinderwagen. Den hohen Komfort ergänzen kostenloses WLAN, eine fortschrittliche Klimaanlage und Fahrgastinformationssysteme.
Im August 2017 wurden daraus elf Einheiten für die Budapester Vorortlinien Budapest–Vác–Szob und Budapest–Cegléd–Szolnok abgerufen; die Züge wurden 2020 in Betrieb genommen. Weitere acht Einheiten wurden Mitte Dezember 2018 abgerufen und sollten 2021 auf der Linie Budapest–Szabadbattyán–Balatonfüred in den Regelbetrieb kommen. Im August 2019 wurden schließlich die letzten 21 Einheiten des Rahmenvertrages abgerufen. Obwohl laut Vertrag die ersten Triebzüge ab Februar 2020 im Fahrgastverkehr eingesetzt werden sollten, traten bei Produktion, Genehmigungsverfahren und Ausbildung der Triebfahrzeugführer nicht vorhersehbare Probleme auf, die den Betriebsbeginn verzögerten. Am 31. Januar 2020 veröffentlichte die MÁV-Gruppe eine Mitteilung, dass die erste Einheit erst ab dem 15. März auf der Linie 100a (Budapest–Cegléd–Szolnok) verkehren solle. In April bekommt die zweite Einheit eine vorläufige Genehmigung für die Linie 70 (Budapest–Vác–Szob) und bis August sollten elf Einheiten ausgeliefert sein. Ab 2022 soll nahezu der gesamte Vorortsverkehr in der Agglomeration Budapest mit Zügen der Bauarten Kiss und Flirt abgewickelt werden.

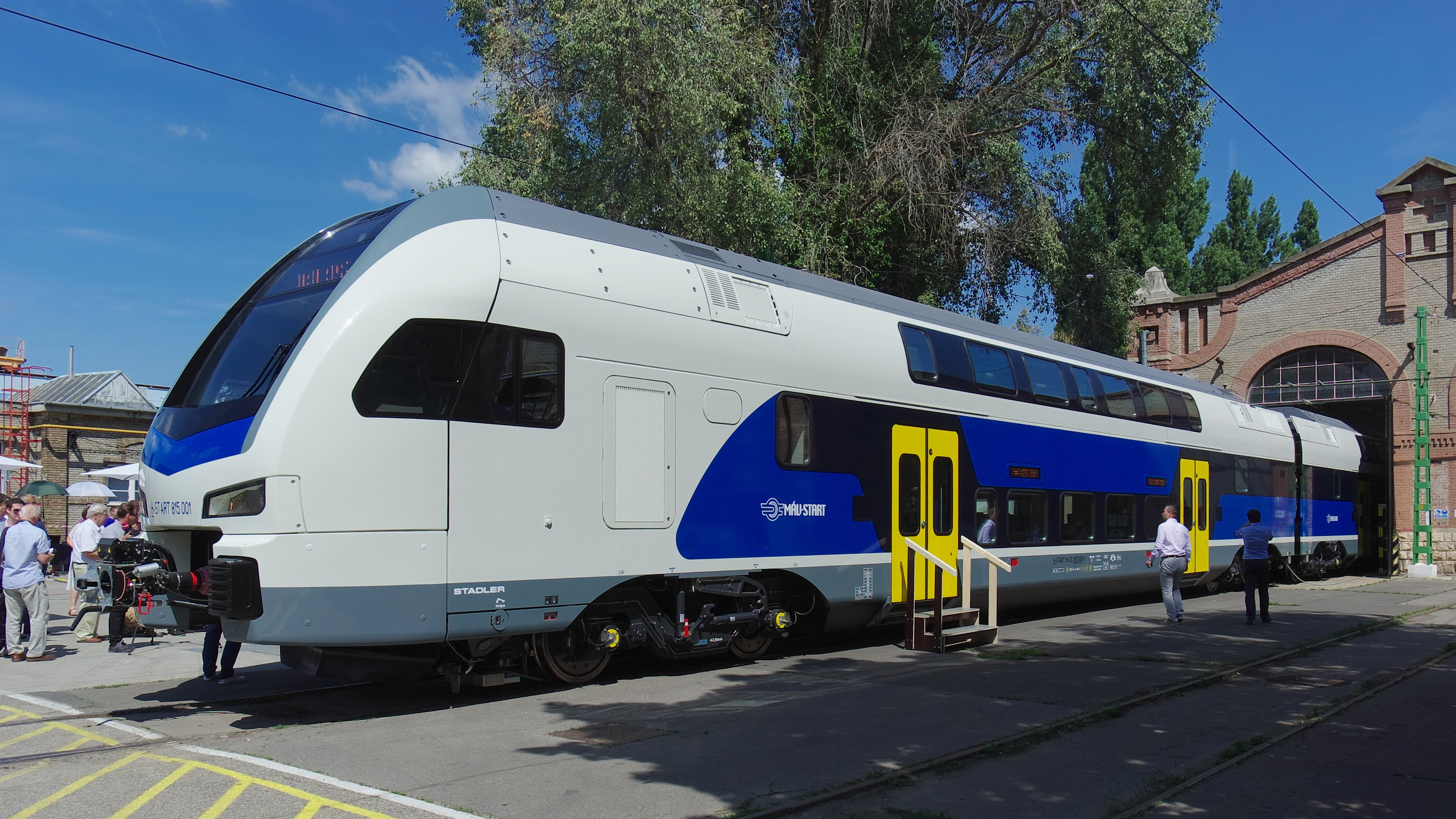
Der erste KISS der MÁV-Gruppe beim Rollout in der Waggonfabrik Dunakeszi.

Im November 2018 wurde der erste fertiggestellte Wagenkasten aus dem Werk Minsk zu Dunakeszi Járműjavító in Ungarn gebracht, wo die MÁV-Züge endmontiert werden. Die Drehgestelle werden von Stadlers Komponentenwerk in Szolnok geliefert.
Am 16. Juli 2019 wurde der Rollout des ersten Zuges in Dunakeszi gefeiert, wo die geladene Presse die erste endmontierte Einheit besichtigen konnte. Am 20. Juli 2019 verließen die ersten beiden Triebzüge 815 001 und 815 002 Ungarn in Richtung VÚŽ Velim und Prüfcenter Wegberg-Wildenrath. Für den 13. März 2020 plante die MÁV-Gruppe eine öffentliche, feierliche Präsentation der ersten Züge mit dem Namen „Kiss by Night“ am Budapester Ostbahnhof (Budapest-Keleti), welche in Zusammenhang mit dem am 11.3. ausgerufenen COVID-19-Notstand abgesagt wurde. Die Generalprobe am 12.3. fand jedoch statt. Als Ersatzpräsentation fungierte am 15. März 2020 ein kurzer Presseevent am Westbahnhof (Budapest-Nyugati), wo die ungarische Presse in der Wendezeit die Einheit Nummer 7 besichtigen konnte und Fahrgäste zwischen Budapest, Monor, Cegléd und Szolnok im fahrplanmäßigen Zug mitfahren konnten. Der vorläufige Betriebsaufnahme musste am 17. März annulliert werden, weil Stadler Rail die umgehende Heimreise der Ingenieure und Techniker in die Schweiz forderte. Daher waren die Testfahrten mit Fahrgästen nicht mehr umsetzbar und die Einheiten 1, 2, 3 und 7 wurden wieder in Dunakeszi abgestellt. Am 1. Juni 2020 verließ der Triebzug 815 007 Ungarn mit Hilfe eines Westbahn-Kiss in Richtung Wien Westbahnhof, wo die Einheit vor den später auszuführenden Hochtastfahrten abgestellt wurde. Seit dem 24. August 2020 sind die ersten Einheiten wieder im Einsatz, seit Januar 2021 fahren täglich sieben bis acht Einheiten.

## Varianten in Schweden

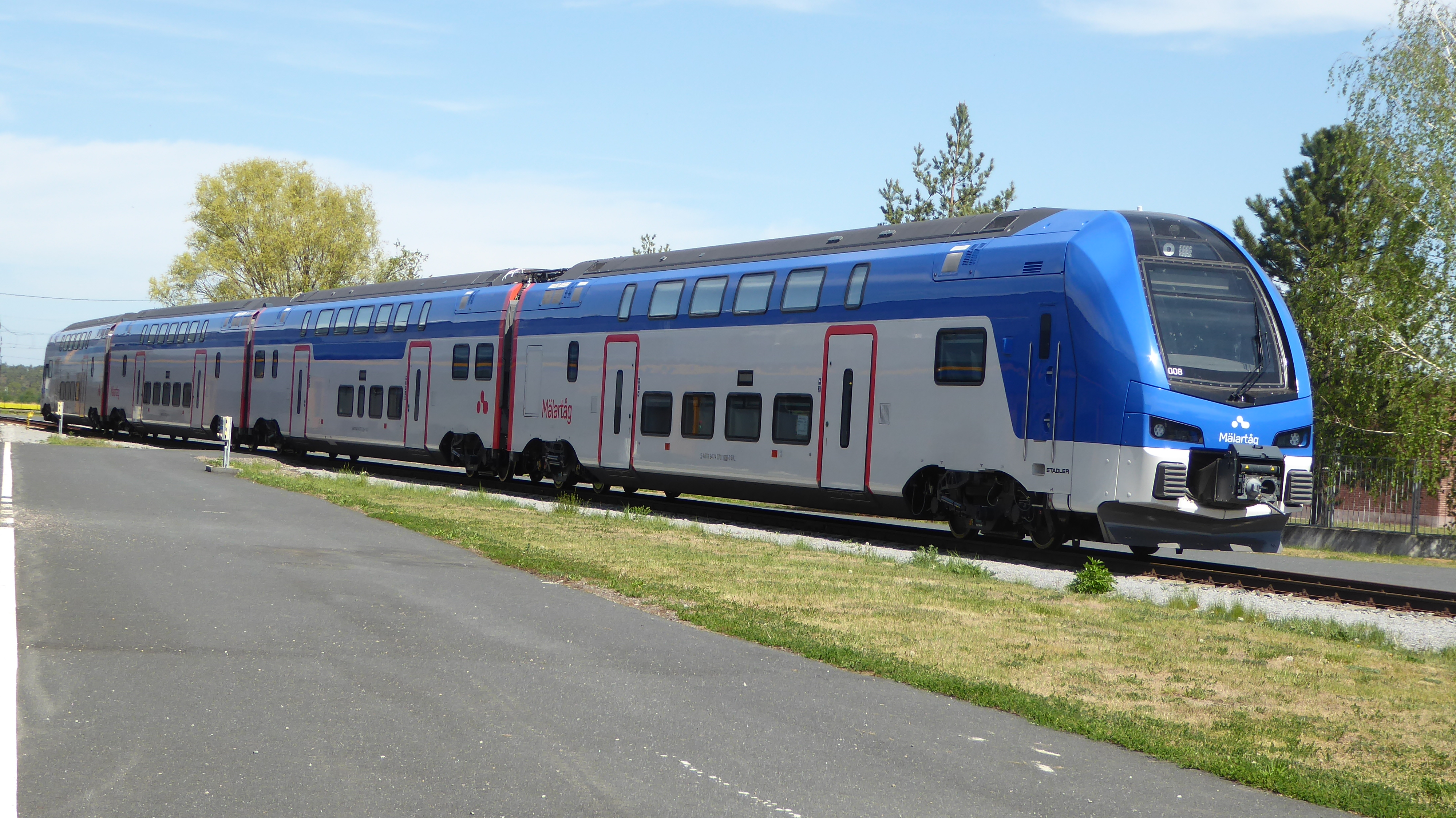
Kiss von Mälardalstrafik auf dem Eisenbahnversuchsring Velim

Das regionale Eisenbahnverkehrsunternehmen Mälardalstrafik bestellte 2016 33 Doppelstockzüge der Baureihe Transitio ER1 durch das Leasing-Unternehmen Transitio. Sie wurden 2019 und 2020 geliefert und erreichen 200 km/h. Sie werden im Regionalverkehr von Stockholm Richtung Südwest eingesetzt. Transitio bestellte für das Eisenbahnverkehrsunternehmen Upplands Lokaltrafik 2018 acht weitere Züge, sie sind für den Verkehr Uppsala–Gävle vorgesehen. Der erste Einsatz im Fahrgastbetrieb erfolgte am 15. Dezember 2019. Durch Optionseinlösungen wurden weitere 25 Vierwagenzüge nachbestellt.
Im Dezember 2020 erhielt Stadler einen Auftrag aus Mittelschweden. Tåg i Bergslagen bestellte sieben Doppelstockzüge, die fünf ältere X14-Züge ersetzen. Weil diese KISS mit denen von Mälardalstrafik baugleich sind, können sie untereinander ausgetauscht werden.

## Slovenske železnice
Im April 2018 schlossen die Slowenische Eisenbahn (SŽ) und Stadler Rail einen Rahmenvertrag über 52 elektrische Triebzüge vom Typ Kiss und Flirt, die bei Bedarf kombiniert eingesetzt werden können. Die ersten 26 Triebzüge wurden direkt abgerufen und wie folgt aufgeteilt: zehn dreiteilige Kiss, elf vierteilige elektrische Flirt und fünf dreiteilige dieselelektrische Flirt. Die dreiteiligen, 79,8 Meter langen Doppelstöcker werden im Gegensatz zu den Flirt nur im Inland unter 3000 Volt Gleichspannung eingesetzt. Sie weisen 292 Sitzplätze auf, davon 16 in der ersten Klasse. Die restlichen 26 Flirt-Triebzüge wurden im Mai 2019 bestellt. Die KISS-Triebzüge werden in die Baureihe 313 eingeordnet.

## Caltrain (USA)

KISS von Caltrain in San Jose 2023

Caltrain bestellte im Sommer 2016 16 sechsteilige elektrische Kiss für 551 Millionen Dollar. Die kalifornische Bahngesellschaft ersetzt mit den Doppelstöckern seit 2024 veraltete Dieselzüge auf der Strecke von San Francisco nach San José. Ende 2018 wurde die ursprüngliche Bestellung auf siebenteilige Triebzüge erweitert. Die Wagenkästen werden im Stadler-Werk in Salt Lake City in Utah gefertigt. Zunächst hatte Stadler eine Halle angemietet, doch in Erwartung weiterer US-Aufträge wurde im Oktober 2017 mit dem Bau des eigenen Werks begonnen. Die Züge besitzen vier Türen je Seite pro Wagen auf zwei verschiedenen Höhen und sind für eine Geschwindigkeit von 177 km/h (110 mph) ausgelegt. Im August 2023 wurden fünf weitere Triebzüge, davon ein vierteiliger Akkutriebzug, bestellt.

## Železnice Srbije
Am 8. April 2020 schlossen die Srbija Voz (ŽS) und Stadler Rail einen Vertrag über drei vierteilige elektrische Triebzüge vom Typ KISS 200 für den Verkehr auf der Neubaustrecke Beograd–Novi Sad, welche ein Teilstück der von chinesischen und russischen Firmen gebauten Schnellfahrstrecke Belgrad–Budapest ist. Für die Triebzüge erhält die Firma Stadler 62,2 Millionen Euro und soll noch bis Jahresende 2021 abliefern. Der erste Triebzug wurde am 8. September 2021 von St. Margrethen ins Inbetriebsetzungszentrum Erlen überführt.

## Železničná spoločnosť Slovensko (ZSSK)
Im Dezember 2021 vereinbarte Stadler mit der slowakischen Eisenbahngesellschaft Železničná spoločnosť Slovensko (ZSSK) die Lieferung von vier Kiss-Doppelstocktriebzügen (ZSSK-Baureihe 561). Die sechsteiligen Fahrzeuge sind nur für den Einsatz auf dem Streckennetz mit Wechselstrom in der West- und Mittelslowakei vorgesehen. Da es sich um keine Mehrsystemtriebzüge handelt ist ein Einsatz auf dem Gleichstromnetz, welches auf Wechselstrom umgerüstet werden soll, nicht vorgesehen. Der Einsatzbeginn verzögerte sich um einige Monate und erfolgte schließlich im Februar 2024.
2025 wurden erneut bis zu vier Kiss bestellt. Sie sollen ab Ende 2026 in den Fahrgastbetrieb gehen.

## Österreichische Bundesbahnen
Die Österreichischen Bundesbahnen (ÖBB) und Stadler Rail schlossen im Februar 2022 einen Rahmenvertrag für die Lieferung von bis zu 186 Doppelstocktriebwagen des Typs KISS ab, die als vier-, fünf- und sechsteilige Einheiten für eine zugelassene Höchstgeschwindigkeit von 160 km/h und optional für 200 km/h bestellt werden können. Der Vertrag hat einen Wert von bis zu drei Milliarden Euro.
Der erste Abruf mit einem Umfang von 600 Mio. Euro erfolgte am 7. April 2022 und umfasst 20 sechsteilige sowie 21 vierteilige Triebzüge. Diese sind für die Ostregion (Wien, Niederösterreich, Burgenland) vorgesehen und sollen dort ab 2026 zum Einsatz kommen und die SGP-Doppelstockwagen ersetzen.
Im Mai 2023 wurden von den ÖBB aus dem bestehenden Rahmenvertrag 14 Einheiten des sechsteiligen KISS 200 für den Fernverkehr sowie weitere 21 vierteilige KISS Züge für den Einsatz als Cityjet im Nahverkehr abgerufen. Am 12. Oktober 2023 wurde bekannt gegeben, dass die City Air Terminal Betriebsgesellschaft 3 Triebwagen in der fünfteiligen Variante für den Einsatz als City Airport Train (auch von Typ KISS 200) aus dem ÖBB Rahmenvertrag abgerufen hat. Die Gesamtzahl der Abrufe von KISS Zügen hat damit 79 erreicht.
Im August 2024 wurden von den ÖBB weitere 47 vierteilige Garnituren KISS aus dem Rahmenvertrag abgerufen. Die Gesamtzahl der Abrufe aus dem Rahmenvertrag erreicht somit 126. 

## Bălgarski Dăržavni Železnici
Am 26. April 2024 wurde zwischen dem Ministerium für Transport und Kommunikation der Republik Bulgarien und Stadler Rail Polska ein Vertrag zur Lieferung von sieben Triebzügen mit einer Option auf drei weitere Triebzüge für die Bălgarski Dăržavni Železnici mit einem Auftragswert von 154 Mio. € vereinbart. Der Vertrag beinhaltet außerdem die Instandhaltung der Fahrzeuge über einen Zeitraum von 15 Jahren, welche über eine Kapazität von mindestens 300 Fahrgästen verfügen und eine Höchstgeschwindigkeit von 160 km/h erreichen sollen. Die Herstellung der Fahrzeuge, deren Auslieferung innerhalb von 26 Monaten nach Vertragsunterzeichnung realisiert werden soll, wird in Siedlce durchgeführt werden.

## Technische Daten der Varianten

### Varianten von Stadler Altenrhein
| Kenngröße                                 | Version SBB (RV-Dosto)                                                                  | Version SBB Interregio KISS                            | Version Westbahn Version DB Fernverkehr (ex Westbahn) | Version BLS, MUTZ                                                                             | Version Schweden                               | Version Srbija voz            | Version ÖBB Cityjet                                    | Version ÖBB CAT                | Version ÖBB Railjet            |
| ----------------------------------------- | --------------------------------------------------------------------------------------- | ------------------------------------------------------ | --- | --------------------------------------------------------------------------------------------- | ---------------------------------------------- | ----------------------------- | ------------------------------------------------------ | ------------------------------ | ------------------------------ |
|                                           | Stadler Dosto, Version SBB                                                              | Stadler Kiss, Version SBB                              | Stadler KISS, Version WESTbahn | Stadler KISS, Version BLS                                                                     | Stadler KISS, Version Schweden                 | Stadler KISS, Version Serbien | Stadler KISS, Version ÖBB                              |                                |                                |
| Baureihe/Bezeichnung                      | SBB: RABe 511 UIC-FER: 94 85 0511 001-069 (sechsteilig) 94 85 0511 101-124 (vierteilig) | SBB: RABe 512 UIC-FER: 94 85 0512 001-060(sechsteilig) | Westbahn beziehungsweise DB: Baureihe 4010 (sechsteilige Züge) Baureihe 4110 (vierteilige Züge) UIC-FER: 93 85 4010 001-007 (KISS 1, sechsteilig) 93 85 4010 008 (KISS 2, sechsteilig) 93 85 4010 018-nnn (KISS 2, sechsteilig) 93 85 4110 009–017 (KISS 2, vierteilig) Die Nummerierung der Triebzüge blieb auch nach Übernahme der Fahrzeuge durch DB Fernverkehr erhalten. | BLS: RABe 515 001–034 (vierteilig) RABe 515 035–039 (sechsteilig) UIC-FER: 94 85 7515 001 ff. | ER1                                            |                               | ÖBB: Reihe 4734 (vierteilig) Reihe 4736 (sechsteilig)  |                                | Reihe 4706 (sechsteilig)       |
| Anzahl                                    | 69 (sechsteilig) 24 (vierteilig)                                                        | 60 (sechsteilig) bestellt in Bau                       | 7 (KISS1 sechsteilig) 1 (KISS2 sechsteilig) 9 (KISS2 vierteilig) 15 (KISS2 sechsteilig) | 34 (vierteilig) 5 (sechsteilig)                                                               | 73 (bestellt) (vierteilig)                     | 3 (bestellt) (vierteilig)     | 20 (bestellt) (sechsteilig) 89 (bestellt) (vierteilig) | 3 (bestellt) (fünfteilig)      | 14 (bestellt) (sechsteilig)    |
| Hersteller                                | Stadler Rail Altenrhein                                                                 | Stadler Rail Altenrhein                                | Stadler Rail Altenrhein | Stadler Rail Altenrhein                                                                       | Stadler Rail Altenrhein                        | Stadler Rail Altenrhein       | Stadler Rail Altenrhein                                | Stadler Rail Altenrhein        | Stadler Rail Altenrhein        |
| Baujahre                                  | ab 2010 (sechsteilig) ab 2012 (vierteilig)                                              | ab 2023 (sechsteilig)                                  | ab 2011 (KISS1 sechsteilig) ab 2017 (KISS2 vier- und sechsteilig) ab 2021 (KISS2 sechsteilig) | 2012–2014, 2017–2020 (vierteilig) 2020 (sechsteilig)                                          | ab 2019                                        | 2021                          | Einsatz ab Ende 2025                                   | Ab 2027                        | bis Ende 2027                  |
| Achsformel                                | Bo’Bo’+2’2’+…+Bo’Bo’                                                                    | Bo’Bo’+2’2’+…+Bo’Bo’                                   | Bo’Bo’+2’2’+…+Bo’Bo’ | Bo’Bo’+2’2’+…+Bo’Bo’                                                                          | 2’Bo’+2’2’+Bo’2’+Bo’2’ (vierteilig)            |                               |                                                        |                                |                                |
| Spurweite                                 | 1435 mm                                                                                 | 1435 mm                                                | 1435 mm | 1435 mm                                                                                       | 1435 mm                                        | 1435 mm                       | 1435 mm                                                | 1435 mm                        | 1435 mm                        |
| Länge über Kupplung                       | 150 000 mm (sechsteilig) 100 360 mm (vierteilig)                                        | 151 880 mm (sechsteilig)                               | 150 000 mm (sechsteilig) | 102 240 mm (vierteilig) 151 880 mm (sechsteilig)                                              | 104 810 mm                                     |                               | 106 940 mm (vierteilig) 159 860 mm (sechsteilig)       |                                | ca. 160 m (sechsteilig)        |
| Höhe                                      | 4595 mm                                                                                 | 4595 mm                                                | 4595 mm | 4595 mm                                                                                       | 4700 mm                                        |                               | 4630 mm                                                |                                |                                |
| Breite                                    | 2800 mm                                                                                 | 2800 mm                                                | 2800 mm | 2800 mm                                                                                       | 2920 mm                                        |                               | 2800 mm                                                |                                |                                |
| Achsabstand der Fahrgestelle              | 2500 mm                                                                                 | 2500 mm                                                | 2500 mm | 2500 mm                                                                                       | 2500 mm                                        |                               | 2500 mm                                                |                                |                                |
| Leermasse                                 | 297 t (sechsteilig) 211,9 t (vierteilig)                                                |                                                        | 296 t (sechsteilig) | 216 t (vierteilig) 301 t (sechsteilig)                                                        |                                                |                               |                                                        |                                |                                |
| Betriebliche Höchstgeschwindigkeit        | 160 km/h                                                                                | 160 km/h                                               | 200 km/h | 160 km/h                                                                                      | 200 km/h                                       | 200 km/h                      | 160 km/h (bestellt)                                    | 200 km/h (bestellt)            | 200 km/h (bestellt)            |
| Kurzzeitleistung                          | 6000 kW                                                                                 | 6000 kW                                                | 6000 kW | 6000 kW                                                                                       |                                                |                               | 4,800 kW (vierteilig) 5,200 kW (sechsteilig)           |                                |                                |
| Dauerleistung                             | 4000 kW                                                                                 | 4000 kW                                                | 4000 kW | 4000 kW                                                                                       | 4500 kW                                        |                               | 4,000 kW                                               |                                |                                |
| Anfahrzugkraft                            | 400 kN (bis 54 km/h)                                                                    | 400 kN (bis 54 km/h)                                   | 320 kN (bis 68 km/h) | 400 kN (bis 54 km/h)                                                                          | 240 kN (bis 67 km/h)                           |                               | 380 kN                                                 |                                |                                |
| Beschleunigung                            | 1,1 m/s² (alle Sitze belegt)                                                            |                                                        | 0,85 m/s² (sechsteilig) | 1,3 m/s² (vierteilig), 1,1 m/s² (sechsteilig)                                                 | 0,95 m/s²                                      |                               | 1,1 m/s² (vierteilig) 0,95 m/s² (sechsteilig)          |                                |                                |
| Raddurchmesser neu                        | 920 mm                                                                                  | 920 mm                                                 | 920 mm | 920 mm                                                                                        | 920 mm                                         |                               |                                                        |                                |                                |
| Spannungsversorgung                       | 15 kV, 16,7 Hz ~                                                                        | 15 kV, 16,7 Hz ~                                       | 15 kV, 16,7 Hz ~ | 15 kV, 16,7 Hz ~                                                                              | 15 kV, 16,7 Hz ~                               | 25 kV, 50 Hz ~                | 15 kV, 16,7 Hz ~, 25 kV, 50 Hz                         | 15 kV, 16,7 Hz ~, 25 kV, 50 Hz | 15 kV, 16,7 Hz ~, 25 kV, 50 Hz |
| Stromübertragung                          | Oberleitung, Stromabnehmer                                                              | Oberleitung, Stromabnehmer                             | Oberleitung, Stromabnehmer | Oberleitung, Stromabnehmer                                                                    | Oberleitung, Stromabnehmer                     | Oberleitung, Stromabnehmer    | Oberleitung, Stromabnehmer                             | Oberleitung, Stromabnehmer     | Oberleitung, Stromabnehmer     |
| Anzahl der Fahrmotoren                    | 8 × 500 kW                                                                              | 8 × 500 kW                                             | 8 × 500 kW | 8 × 500 kW                                                                                    | 6 × 750 kW                                     |                               |                                                        |                                |                                |
| Sitzplätze 1. + 2. Kl.                    | 120 + 415 (sechsteilig) 60 + 277 (vierteilig)                                           | 94 + 372 (sechsteilig)                                 | 501 (KISS, sechsteilig) 523 (KISS 2, sechsteilig) 302 (KISS 2, vierteilig) | 61 + 274 (vierteilig), 122 + 424 (sechsteilig)                                                | 333                                            |                               | 371 (vierteilig)591 (sechsteilig)                      | 300                            | 480                            |
| Stehplätze                                | 838 (sechsteilig) 548 (vierteilig)                                                      | 838 (sechsteilig)                                      | | 566                                                                                           |                                                |                               | 520 (vierteilig)490 (sechsteilig)                      |                                |                                |
| Fussbodenhöhe Einstieg Unterdeck Oberdeck | 0550 mm 0440 mm 2515 mm                                                                 | 0495 mm 0443 mm 2527 mm                                | 0570 mm 0440 mm 2515 mm | 0570 mm 0440 mm 2515 mm                                                                       | 1285 mm 0685 mm 2975 mm                        |                               | 550 mm 440 mm 2524 mm                                  |                                |                                |
| Klassen                                   | 1./2. Klasse                                                                            | 1./2. Klasse                                           | Einheitsklasse (Westbahn), 1./2. Klasse (Deutsche Bahn) | 1./2. Klasse                                                                                  | 2. Klasse                                      |                               | 2. Klasse                                              |                                | 1./2. Klasse                   |
| Einsatzgebiet                             | S-Bahn Zürich, RegioExpress                                                             | IR-KissRegioExpress                                    | Fernverkehr München–Salzburg–Wien (Westbahn) Intercity: Warnemünde–Dresden/Wien (DB Fernverkehr) | S-Bahn Bern, IR17 und IR65                                                                    | um Stockholm und Netz von Upplands Lokaltrafik | Beograd–Novi Sad              | Verkehrsverbund Ost-Region                             | City Airport Train             | Railjet 3. Generation          |
| Vorgänger                                 | Re 450 (DPZ), RABe 514 (DTZ)                                                            |                                                        | |                                                                                               |                                                |                               | Nahverkehrs-Doppelstockwagen                           |                                |                                |
| Quellen                                   | sechsteilig                                                                             | [ 145 ]                                                | [ 19 ] | [ 50 ]                                                                                        | [ 118 ]                                        |                               | [ 133 ] [ 146 ]                                        | [ 139 ]                        | [ 147 ] [ 148 ]                |

### Varianten der Stadler Deutschland GmbH
| Kenngröße                                | Version ODEG | Version CFL                                                                                              | Version Westfalenbahn | Version DB Regio | Version DB Regio                               |
| ---------------------------------------- | --- | --- | --- | --- | ---------------------------------------------- |
|                                          | Stadler KISS, Version ODEG | Stadler KISS, Version CFL                                                                                | Stadler KISS, Version Westfalenbahn | Stadler KISS, Version DB Regio |                                                |
| Baureihe/Bezeichnung                     | ODEG: ET 445 100 ff. UIC-FER: 94 80 0445 100 (Endwagen) 94 80 0446 100 (Mittelwagen) 94 80 0446 600 (Mittelwagen) 94 80 0445 600 (Endwagen) | CFL: 2301–2321 UIC-FER: 94 82 0023 011 (Endwagen) 94 82 0023 013 (Mittelwagen) 94 82 0023 012 (Endwagen) | WFB: ET 601–613 UIC-FER: 94 80 0445 001–013 (Endwagen) 94 80 0446 201–213 (Mittelwagen) 94 80 0446 301–313 (Mittelwagen) 94 80 0446 401–413 (Mittelwagen mit Antrieb) 94 80 0446 501–513 (Mittelwagen) 94 80 0445 701–713 (Endwagen) | DB: 445 116 ff. UIC-FER: 94 80 0445 116–133 (Endwagen) 94 80 0446 116–133 (Mittelwagen) 94 80 0446 616–633 (Mittelwagen) 94 80 0445 616–633 (Endwagen) |                                                |
| Anzahl                                   | 16 (vierteilig) | 21 (dreiteilig)                                                                                          | 13 (sechsteilig) | 18 (bestellt) (vierteilig) | 12 (bestellt) (fünfteilig)                     |
| Hersteller                               | Stadler Pankow GmbH / Stadler Deutschland GmbH                                                                                              | Stadler Pankow GmbH / Stadler Deutschland GmbH                                                           | Stadler Pankow GmbH / Stadler Deutschland GmbH | Stadler Pankow GmbH / Stadler Deutschland GmbH | Stadler Pankow GmbH / Stadler Deutschland GmbH |
| Baujahre                                 | ab 2012 | ab 2013                                                                                                  | 2015 | Einsatz: ab 2023 | Einsatz: voraussichtlich 2026                  |
| Achsformel                               | 2’Bo’+2’2’+2’2’+Bo’2’ | 2’Bo’+2’2’+Bo’2’                                                                                         | 2’Bo’+2’2’+Bo’2’+ 2’2’+2’2’+Bo’2’ | Bo’Bo’+2’2’+2’2’+Bo’Bo’ |                                                |
| Spurweite                                | 1435 mm | 1435 mm                                                                                                  | 1435 mm | 1435 mm | 1435 mm                                        |
| Anfahrzugkraft                           | 200 kN (bis 54 km/h) | 200 kN (bis 54 km/h)                                                                                     | | |                                                |
| Länge über Kupplung                      | 105 220 mm | 79 840 mm                                                                                                | 156 450 mm | 105 220 mm |                                                |
| Höhe                                     | 4630 mm | 4630 mm                                                                                                  | 4630 mm | 4630 mm |                                                |
| Breite                                   | 2800 mm | 2800 mm                                                                                                  | 2800 mm | 2800 mm |                                                |
| Achsabstand der Fahrgestelle             | 2500 mm | 2500 mm                                                                                                  | | |                                                |
| Leermasse                                | 206,4 t | | | |                                                |
| Dienstmasse                              | 205,8 t | 170,1 t                                                                                                  | | |                                                |
| Betriebliche Höchstgeschwindigkeit       | 160 km/h | 160 km/h                                                                                                 | 160 km/h | 160 km/h | 160 km/h                                       |
| Kurzzeitleistung                         | 3000 kW | 3000 kW                                                                                                  | 4500 kW | 6000 kW |                                                |
| Dauerleistung                            | 2000 kW | 2000 kW                                                                                                  | 3000 kW | 4000 kW |                                                |
| Beschleunigung                           | 0,63 m/s² bis 80 km/h | 0,83 m/s² bis 80 km/h 1,32 m/s² Anfahrbeschleunigung voll besetzt 1,16 m/s² ⌀ 0–100 km/h voll besetzt    | 0,83 m/s² bis 80 km/h | |                                                |
| Raddurchmesser neu                       | 920 mm | 920 mm                                                                                                   | 920 mm | 920 mm | 920 mm                                         |
| Spannungsversorgung                      | 15 kV, 16,7 Hz ~ | 15 kV, 16,7 Hz ~ und 25 kV, 50 Hz                                                                        | 15 kV, 16,7 Hz ~ | 15 kV, 16,7 Hz ~ |                                                |
| Stromübertragung                         | Oberleitung, Stromabnehmer | Oberleitung, Stromabnehmer                                                                               | Oberleitung, Stromabnehmer | Oberleitung, Stromabnehmer | Oberleitung, Stromabnehmer                     |
| Anzahl der Fahrmotoren                   | 4 × 750 kW | 4 × 750 kW                                                                                               | 6 × 750 kW | 8 × 750 kW |                                                |
| Sitzplätze 1. + 2. Kl. (+Klappsitze)     | 24 + 324+80 | 29 + 219+34                                                                                              | 34 + 592 | 38 + 367 |                                                |
| Stehplätze                               | 661 | 147 | 844 | 475 |                                                |
| Fußbodenhöhe Einstieg Unterdeck Oberdeck | 0580 mm 0440 mm 2515 mm | 0580 mm 0440 mm 2515 mm                                                                                  | 0600 mm 0440 mm 2515 mm | |                                                |
| Klassen                                  | 1./2. Klasse | 1./2. Klasse                                                                                             | 1./2. Klasse | 1./2. Klasse |                                                |
| Einsatzgebiet                            | RE 8 Wismar–Flughafen BER, RE 8 Berlin–Elsterwerda                                                                                          | RE 11 Luxemburg–Trier–Koblenz (ein Zugpaar weiter als IC 5106/5107 nach Düsseldorf)                      | RE 60 Braunschweig–Rheine, RE 70 Braunschweig–Bielefeld | RE 8/80 Hamburg – Lübeck RB 85 Lübeck – Puttgarden (nach Fertigstellung FBQ) RB 86 Lübeck Hbf – Lübeck Travemünde                                      | RE3 Stralsund / Schwedt–Berlin Hbf–Jüterbog    |
| Quellen                                  | [ 63 ] [ 150 ] | [ 72 ] [ 150 ]                                                                                           | [ 80 ] | [ 87 ] [ 151 ] | [ 152 ]                                        |

### Varianten von anderen Stadler-Werken
| Kenngröße                                 | Version Eurasia                                                                     | Version Ungarn | Version Slowenien               | Version USA                                                           |
| ----------------------------------------- | ----------------------------------------------------------------------------------- | --- | ------------------------------- | --------------------------------------------------------------------- |
|                                           | Stadler KISS, Version GRS (Eurasia)                                                 | Stadler KISS, Version MÁV | Stadler Kiss, Version slowenien |                                                                       |
| Baureihe/Bezeichnung                      | RŽD: ЭШ2 (ESch2) ADY: EŞ2 SR: GRS                                                   | MÁV-START: 815 001ff. UIC-FER: 94 55 1815 001-2 H-START (Endwagen) 94 55 3815 001-8 H-START (Mittelwagen) 94 55 4815 001-6 H-START (Mittelwagen mit Fahrradständern) 94 55 5815 001-3 H-START (behindertengerechter Mittelwagen) 94 55 6815 001-4 H-START (Mittelwagen) 94 55 2815 001-0 H-START (Endwagen) | 313/318                         |                                                                       |
| Anzahl                                    | 16 (vierteilig) 09 (sechsteilig)                                                    | 40 (sechsteilig) | 10                              | 23 EMU 1 BEMU (1 × 4-teilig mit Traktionsbatterie)                    |
| Hersteller                                | Stadler Rail Minsk                                                                  | Stadler Rail Minsk | Stadler Rail Polska             | Stadler US Inc.                                                       |
| Baujahre                                  | ab 2014                                                                             | ab 2019 | 2021                            | ab 2019                                                               |
| Achsformel                                | 2’2’+Bo’2’+Bo’Bo’+2’2’ (vierteilig) 2’2’+Bo’Bo’+2’2’+2’2’+Bo’Bo’+2’2’ (sechsteilig) | Bo’Bo’+2’2’+2’2’+2’2’+2’2’+Bo’Bo’ (sechsteilig) | 2’Bo’+2’2’+Bo’2’ (dreiteilig)   | 2’Bo’+Bo’Bo’+2’2’+Bo’Bo’+Bo’Bo’+2’2’+Bo’2’ (siebenteilig)             |
| Spurweite                                 | 1520 mm                                                                             | 1435 mm | 1435 mm                         | 1435 mm                                                               |
| Länge über Kupplung                       | 101 700 mm (vierteilig) 155 100 mm (sechsteilig)                                    | 155 880 mm (sechsteilig) | 79 840 mm                       | 182 560 mm                                                            |
| Höhe                                      | 5240 mm                                                                             | 4595 mm | 4630 mm                         | 4840 mm                                                               |
| Breite                                    | 3400 mm                                                                             | 2800 mm | 2800 mm                         | 3000 mm                                                               |
| Achsabstand der Fahrgestelle              | 2500 mm                                                                             | 2500 mm | 2500 mm                         |                                                                       |
| Leermasse                                 | 237 t (vierteilig) 349 t (sechsteilig)                                              | 314 t |                                 |                                                                       |
| Betriebliche Höchstgeschwindigkeit        | 160 km/h                                                                            | 160 km/h | 160 km/h                        | 177 km/h                                                              |
| Kurzzeitleistung                          | 3900 kW (vierteilig) 5200 kW (sechsteilig)                                          | 6000 kW | 3000 kW                         | 7000 kW                                                               |
| Dauerleistung                             | 2400 kW (vierteilig) 3200 kW (sechsteilig)                                          | 4000 kW |                                 |                                                                       |
| Anfahrzugkraft                            | 300 kN (vierteilig) 400 kN(sechsteilig)                                             | 400 kN (bis 54 km/h) | 200 kN                          | 645,85 kN                                                             |
| Beschleunigung                            | 0,8 m/s²                                                                            | 1,1 m/s² | 1,3 m/s²                        | 1,0 m/s²                                                              |
| Raddurchmesser neu                        | 920 mm                                                                              | 920 mm | 920 mm                          |                                                                       |
| Spannungsversorgung                       | 3 kV =                                                                              | 25 kV, 50 Hz ~ | 3 kV =                          | 25 kV, 60 Hz ~                                                        |
| Stromübertragung                          | Oberleitung, Stromabnehmer                                                          | Oberleitung, Stromabnehmer | Oberleitung, Stromabnehmer      |                                                                       |
| Anzahl der Fahrmotoren                    | 6 × 400 kW (vierteilig) 8 × 400 kW (sechsteilig)                                    | 8 × 500 kW | 4 × 750 kW                      | 14 × 500 kW                                                           |
| Sitzplätze 1. + 2. Kl.                    | 84 + 312+8 (vierteilig) 84 + 616+8 (sechsteilig)                                    | 600 | 16 + 256+20                     |                                                                       |
| Stehplätze                                | 523 (vierteilig) 842 (sechsteilig)                                                  | | 277                             |                                                                       |
| Fussbodenhöhe Einstieg Unterdeck Oberdeck | 1285 mm 0685 mm 2975 mm                                                             | 0550 mm 0440 mm 2515 mm | 440 mm                          | 203 mm / 559 mm / 1283 mm                                             |
| Klassen                                   | 1./2. Klasse                                                                        | 2. Klasse | 1./2. Klasse                    |                                                                       |
| Einsatzgebiet                             | RŽD: Flughafenshuttle Moskau GRS: Tbilisi–Batumi                                    | Z 50 Budapest–Cegléd S 50 Budapest–Monor–(Cegléd–Szolnok) Z 70 Budapest–Vác–Szob S 70 Budapest–Vác Z 72 Budapest–Esztergom G 10 Budapest–Győr Z 60 Budapest–Újszász–Szolnok IR 87 Agria Budapest–Eger IR 85 Mátra Budapest–Gyöngyös IR Cívis Budapest–Debrecen                                              |                                 | San Francisco Peninsula, durch den South Bay nach San Jose und Gilroy |
| Quellen                                   | [ 90 ] [ 91 ]                                                                       | [ 101 ] | [ 121 ]                         | [ 124 ] [ 156 ]                                                       |

## Auszeichnung
Der Stadler KISS ist im Jahr 2010/2011 mit dem Innovationspreis des Privatbahn Magazins ausgezeichnet worden.